# Llista de jaciments arqueològics de Catalunya
Aquesta és una llista incompleta dels jaciments arqueològics de Catalunya. Els jaciments arqueològics de l'actual Catalunya conformen un patrimoni vast i extens al llarg de la història. N'hi ha de prehistòrics, ibèrics, grecs, púnics, romans, visigòtics, medievals, moderns i contemporanis.

## Jaciments prehistòrics
Les primeres persones que poblaren el territori de l'actual Catalunya ho van fer durant el Paleolític inferior (2,5 milions d'anys aC - 8000 aC). S'han trobat restes materials de diferents èpoques d'aquest període històric a diversos llocs com a Girona (700.000 aC), Vilajuïga i Pau (500.000 aC), o Torroella de Montgrí i Ullà (250.000 aC). No obstant això, les restes humanes més antigues que es coneixen són l'Home de Talteüll, un conjunt de fòssils d'homínids que daten de fa uns 450.000 anys, la mandíbula de neandertal de la Cova del Gegant i la mandíbula de Banyoles, un fòssil pertanyent a un individu del gènere Homo.
Més tard, durant el Paleolític mitjà i superior la població, que llavors vivia en coves i balmes, va augmentar considerablement amb l'arribada de pobles d'Àsia. S'han trobat restes materials com puntes de llança, rascadors o arpons que han permès documentar com vivien i a què es dedicaven. Durant el Neolític, a partir del 5000 aC, comença la revolució agrícola i ramadera i es milloren les activitats mercantils; de manera que els homes, que abans eren nòmades, s'assenten en poblats. S'ha considerat que els homes d'aquell període constitueixen la base ètnica més llunyana del poble català.
Entre la primera meitat del quart mil·lenni aC i la segona meitat del tercer mil·lenni aC es va desenvolupar la cultura megalítica. S'han conservat dòlmens i menhirs a l'Alt Empordà, el Maresme, el Vallès, Osona i el Solsonès. A partir del segon mil·lenni aC va arribar, provinent d'Orient, la metal·lúrgia, amb el bronze com a metall destacat. A mitjans del segon mil·lenni aC el substrat ètnic es va enriquir amb l'arribada dels pobles indoeuropeus, provinents del centre d'Europa.
| Nom                                 | Període | Municipi                    | Comarca          | Notes | Troballes |
| ----------------------------------- | --- | --------------------------- | ---------------- | --- | --- |
| Cova Gran de Santa Linya            | Paleolític mitjà - Paleolític Superior - Neolític - Bronze                                                    | Les Avellanes i Santa Linya | La Noguera       | Gran abric de més de 2000 m² de planta que registra ocupacions humanes continuades des dels últims 50000 anys. Destaca per la documentació de l'anomenada transició Paleolític mitjà - Paleolític Superior, moment en què les societats Neandertals són reemplaçades pels Humans Anatòmicament Moderns. | Restes d'ocupacions de l'abric representades en forma d'eines de pedra, antigues fogueres i restes ossis. |
| Abric del Filador                   | | Margalef                    | Priorat          | Abric rocós on hi ha un jaciment arqueològic del període epipaleolític fins al Neolític inicial. | |
| Abric Romaní                        | Paleolític mitjà (uns 56.000 anys)                                                                            | Capellades                  | Anoia            | Dipòsit de 17 metres de fondària on s'han excavat 27 nivells arqueològics. Correspon a una ocupació per part d'homes neandertals. Està situat a 350 metres sobre el nivell del mar i a 60 metres per sobre del nivell actual del riu Anoia. Tant aquest jaciment com el de l'Estació Agut van ser descoberts i estudiats per Amador Romaní. | Unes 100 eines de fusta i unes 300 fogueres, i el negatiu d'una peça llarga de fusta, d'uns cinc metres de llarg i d'un gruix de 6 cm en un extrem i 3 cm a l'altre, amb una antiguitat superior als 55.000 anys, que s'ha identificat com una branca de pi emprada per construir una cabana dins de l'abric. |
| Balma de la Xemeneia                | Paleolític Superior                                                                                           | Amer                        | Selva            | Cavitat situada als cingles de Sant Roc, a l'extrem nord-est del terme municipal amb restes d'un assentament paleolític. | Restes d'indústria lítica i de fauna. |
| Bòbila de Sugranyes                 | Paleolític mitjà                                                                                              | Reus                        | Baix Camp        | Jaciment arqueològic a l'aire lliure | Estris de pedra. |
| Cova de Can Sadurní                 | Epipaleolític, Neolític antic, Neolític Mitjà - Neolític Final, Edat del Bronze.                              | Begues                      | Baix Llobregat   | Anomenada l'Espluga durant l'edat mitjana, està situada aproximadament a dos kilòmetres del centre urbà de Begues, a una altitud de 390 m s.n.m., i la seva entrada actual es troba orientada cap al SE. La cova, situada dins del conjunt càrstic del Garraf, forma part de l'esmentat “Poljé de Begues”. La totalitat del jaciment arqueològic, al qual pertany aquesta cova, està format també per una balma càrstica i un replà semi-circular d'uns 400 m2 de superfície. La Cova de Can Sadurní mostra una gran seqüència estratigràfica que abarca des de la prehistòria fins a l'època romana. Els nivells d'habitat que presenten una major incidència però, són els corresponents al Neolític. | La Cova de Can Sadurní comprèn una estratigrafia conformada per 31 capes i una profunditat de 4 m. convertint-la en la cova amb l'estratigrafia més completa dels Països Catalans pel que fa a la prehistòria recent. En les últims anys destaquen les troballes de l'Encantat de Begues i les inhumacions de la capa 11a3                                                                                       |
| Ca l'Estrada                        | Neolític antic, Neolític Mitjà - Neolític Final                                                               | Canovelles                  | Vallès Oriental  | Jaciment arqueològic amb restes del Neolític antic fins l'època medieval. Per a singularitat de les troballes (objectes i estructures) ha estat interpretat com un espai amb unes connotacions especials, potser un santuari. | Una estàtua-menhir, un recinte de fossats, nou estructures de combustió de grans dimensions i una necròpoli. |
| Camí de Can Grau                    | Neolític Mitjà                                                                                                | La Roca del Vallès          | Vallès Oriental  | Jaciment arqueològic amb restes del Neolític mitjà. | 24 enterraments de sepulcres de fossa amb atuells ceràmics, indústria lítica i òssia, punxons, i espàtules d'os, objectes d'ornament entre d'altres. |
| Canal dels Avellaners               | Neolític (Neolític Mitjà - Neolític Final) - Edat del Bronze - Edat del Ferro - Ibèric - Tardoromà - Medieval | Berga                       | Berguedà         | És el jaciment més important i més interessant de Berga perquè té una seqüència estratigràfica molt completa que en els setze nivells que té permet una lectura arqueològica de totes les èpoques, des del Neolític fins a l'actualitat. Està situat a la Valldan, al peu de la serra de Queralt. | Indicis d'ocupació humana permanent durant més de 4.000 anys. |
| Cau del Duc                         | Mosterià (Glaciacions würmianes, uns 70.000 anys)                                                             | Torroella de Montgrí        | Baix Empordà     | Abric rocós ocupat per homínids durant el Paleolític situat a la muntanya de Santa Caterina, al massís del Montgrí. En un principi, Lluís Pericot, un dels primers arqueòlegs que hi treballà, va classificar les troballes del tipus de cultura asturienca (mesolític), a causa de la simplicitat de les troballes. No obstant això, l'any 1956 es va determinar que eren del període mosterià. | Una cinquantena de peces d'indústria lítica que actualment són al Museu Arqueològic de Barcelona. |
| Cova del Cartanyà                   | Neolític final - Bronze                                                                                       | Vilaverd                    | Conca de Barberà | És una cova de pedra calcàrea, amb un corredor amb forta pendent d'una llargada d'uns 12 metres i diferents passadissos que van a parar a diverses cambres. | Conjunt de ceràmica campaniforme que actualment és al Museu de Reus; altres restes de ceràmica amb mugrons i cordons llisos; algunes restes d'indústria lítica, còdols reaprofitats com a percutors, pinxons d'os i algunes restes humanes. |
| Cova de la Font Major               | Prehistòria (Paleolític Inferior - Neolític - Bronze Final) - Ibèric - Iberoromà - Edat mitjana               | L'Espluga de Francolí       | Conca de Barberà | És una de les set coves més llargues del món formades en conglomerat i una de les poques que s'estén, en gran part, pel subsòl del nucli urbà. Una part està habilitada com a museu, el qual forma part del complex museístic de les "Coves de l'Espluga". Està situada dins el nucli urbà i és visitada per 50.000 persones a l'any. | Centenars d'urnes cineràries, vasos d'ofrenes, objectes de bronze i altres ornaments (trobades a la Sala del Llac, santuari ibèric dedicat potser a rituals d'iniciació, a més de cerimònies d'enterraments). |
| Cova de les Toixoneres              | Plistocè superior i Mitjà (100.000 - 17.000 anys)                                                             | Moià                        | Bages            | És una de les dues coves que formen el complex de les Coves del Toll. És la més rellevant ja que és la que té presència neandertal. Forma part dels conductes de drenatge del torrent del mar i té una formació consupina. Té una formació sedimentària que està formada per dues crostes. | Restes d'indústria lítica neandertal, utensilis fets de sílex i quarsita, un foc, gran quantitat d'ossos mossegats, de copròlits, ossos digerits i preses de carnívors. |
| Cova del Gat                        | Edat del bronze                                                                                               | Figuerola del Camp          | Alt Camp         | Cova on hi ha un jaciment arqueològic de l'Edat del bronze a Catalunya. | Ceràmica, eines de sílex i collarets. |
| Cova del Gegant                     | Paleolític mitjà                                                                                              | Sitges                      | Garraf           | Cova on hi ha un jaciment arqueològic del període Paleolític mitjà. | Mandíbula de Neandertal, indústria lítica i fauna |
| Cova del Rinoceront                 | Paleolític mitjà                                                                                              | Castelldefels               | Baix Llobregat   | Cova on hi ha un jaciment arqueològic del període Paleolític mitjà. | Indústria lítica i fauna |
| Cova de Muricecs                    | Edat de Bronze - Edat de Ferro                                                                                | Llimiana                    | Pallars Jussà    | La zona de l'entrada forma un petit vestíbul que és el lloc on s'han trobat més restes prehistòriques. A continuació hi ha una galeria de 28 metres de llarg cap a l'interior, amb un passadís molt estret i un altre vestíbul, que donen ja a la gran Sala dels Muricecs, que fa 25 metres de llargària per 18 d'amplària i 9 metres d'alçada. | Restes d'hàbitats humans de l'edat del bronze a l'edat de ferro. |
| Coves del Cogul (o Roca dels Moros) | Epipaleolític (uns 5.000 anys)                                                                                | El Cogul                    | Garrigues        | Cova amb una paret anomenada "Roca dels Moros" on hi ha unes pintures rupestres de 45 figures, 7 de les quals són gravades a la pedra i 38 són pintades de vermell clar, negre i vermell fosc. L'any 1998 van ser declarades patrimoni de la humanitat per la UNESCO. | Jaciment de pintures rupestres d'art llevantí, inscripcions en escriptura ibèrica nord-oriental i alfabet llatí. |
| Coves de Rialb                      | Paleolític Inferior (5000 aC) - Romà (200 dC)                                                                 | Queralbs                    | Ripollès         | S'obren en una gran balma de 40 m. d'ampla per 10 d'altura a 1045 m. d'altitud. El recorregut total és de 501 m i s'hi entra pels jardins d'un antic hotel. Hi van habitar cultures ramaderes. | Restes de la cultura megalítica. |
| Coves de Serinyà                    | Paleolític Inferior (uns 200.000 anys) - Edat dels metalls (uns 3.000 anys)                                   | Serinyà                     | Pla de l'Estany  | El Parc de les Coves Prehistòriques de Serinyà està constituït per tres coves: la cova de Mollet, que té l'ocupació més antiga, la de l'Arbreda i la del Reclau Viver. És el millor jaciment de l'Europa occidental per conèixer el pas de l'home de Neandertal a l'home modern. | Dent humana datada en uns 200.000 anys, considerada la resta humana més antiga trobada a Catalunya. Entre les restes de fauna, hi ha ossos de hiena, linx, llop, os, rinoceront, elefant, cavall, cérvol i bisó (cova de Mollet), restes d'utillatges humans i de fauna (cova de l'Arbreda) i restes de fabricació d'arpons, punxons i agulles fetes amb os, banya i sílex (cova de la Bora Gran d'en Carreras). |
| Espluga del Congost                 | Edat del Bronze                                                                                               | Abella de la Conca          | Pallars Jussà    | És una cavitat natural situada al nord-nord-est de la masia de Cal Borrell, al nord-est de la Pedra Ficada i a uns tres metres de distància hi ha l'Espluga petita del Congost. | Restes de l'edat del bronze. |
| Espluga petita del Congost          | Edat del Bronze                                                                                               | Abella de la Conca          | Pallars Jussà    | És una cavitat natural situada al nord-nord-est de la masia de Cal Borrell, al nord-est de la Pedra Ficada, en un coster en el marge esquerre del fons del congost. A uns tres metres de distància hi ha l'Espluga del Congost i bastant propera es troba l'anomenada Balma del Congost, de 30 metres d'amplada per 5 de fons i 10 d'alçada. | Restes de l'edat del bronze. |
| Estació Agut                        | Mosterià (uns 70.000 anys)                                                                                    | Capellades                  | Anoia            | Geològicament es tracta d'una formació travertínica. Popularment és conegut com la "Bauma del Fossar Vell". El jaciment es considera més aviat pobre però proporciona informació complementària de molt interès. Tant aquest jaciment com el de l'Abric Romaní van ser descoberts i estudiats per Amador Romaní. | Quatre dents atribuïdes a l'Home de Neandertal, diversos nivells del període mosterià, indústria lítica, diverses restes de fauna: 8 famílies de mol·luscs terrestres, fòssils de cavall, cérvol i conill de bosc, que sembla l'aliment principal per la gran quantitat que n'hi ha. De flora hi ha restes de bleda i de diverses lleguminoses, entre les quals les veces i la guixa.                            |
| Feixa del Palau                     | Edat del Bronze (uns 8000 aC)                                                                                 | Berga                       | Berguedà         | Es tracta d'un fons de cabana descobert per Josep Carreras al carrer de Cercs de Berga, quan es rebaixaven terres per a fer-hi habitatges. | Cabana amb fogars amb carbons i cendres, i alguns fragments de ceràmica. |
| Font del Ros                        | Epipaleolític (10000 aC o 8000 aC)                                                                            | Berga                       | Berguedà         | És el jaciment més antic dels que s'han catalogat a Berga. Fou el darrer escenari dels caçadors-recol·lectors. Es troba actualment a la part sud-est de la ciutat, engolit per l'expansió de la vila; abans, però, estava situat en una zona agrícola propera a l'entorn urbà. | Indústria lítica de sílex i quarcita. |
| Genó                                | Final de l'edat del bronze (segle ix aC) - ?                                                                  | Aitona                      | Segrià           | Assentament del final de l'edat del bronze situat en una elevació d'un petit monticle oblong, el·lipsoïdal, i de superfície plana, la cota de la qual arriba als 162 m sobre el nivell del mar i s'alça 10 m sobre el terreny circumdant. El jaciment ocupa una superfície de 1.037 m², la longitud màxima és de 58 m en direcció est-oest i l'amplària màxima és de 21 m en direcció perpendicular a l'anterior. | Planta d'un poblat, mur de protecció, objectes metàl·lics, objectes ceràmics, restes de tres cereals: escanda, ordi i mill, indicis de conservació i elaboració d'aliments, treballs de fang, emmagatzematge d'instrumental, dormitoris, etc. No es té clar on es van realitzar les activitats complexes: fabricació de ceràmica o reducció de minerals per a la metal·lúrgia.                                   |
| Jaciment de Montlleó                | Neolític (Magdalenià, fa un 16000 - 15000 anys)                                                               | Prats i Sansor              | Cerdanya         | Campament d'estiu de cacera establert al Coll de Saig, a 1.140 m, ocupat per una tribu de caçadors-recol·lectors. Es tracta d'un dels jaciments de més altura d'Europa. | Unes mil peces de sílex per fer ganivets o puntes de llança o de sagetes, restes d'ossos de cavalls, cérvols, isards, cabres, conills, llebres i un bisó, una dent de cérvol decorada, diverses closques de cloïssa de sis espècies diferents. |
| Jaciments de Pinell de Solsonès     | Neolític - Edat del Bronze - Medieval - Edat Moderna                                                          | Pinell de Solsonès          | Solsonès         | Conjunt arqueològic inclòs a l'Inventari del Patrimoni Arquitectònic Català de la Generalitat que consta de 38 jaciments de períodes històrics molt diferents. | Abrics rocosos, lloc d'enterrament i inhumació col·lectiva, cistes, vies, assentaments militars, dos castells, poblats, necròpolis, cases amb habitacions, un camp de sitges, centres de producció i explotació agrícola, minera i de ceràmica, muralles, dues torres, un menhir, un megàlit. |
| La Draga                            | Neolític antic (finals 6è mil·lenni aC)                                                                       | Banyoles                    | Pla de l'Estany  | Poblat neolític a l'aire lliure, emplaçat a la riba de l'estany de Banyoles, corresponent a un assentament de les primeres comunitats pageses del mediterrani occidental. | Restes d'enderrocs de cabanes construïdes amb fusta, enllosats de travertí, fosses reomplertes de deixalles i fogars. S'hi ha recuperat una important col·lecció d'eines, estris i restes elaborades amb matèria orgànica. |
| L'Esquerda                          | Edat de Bronze - Baixa edat mitjana (segle viii aC - segle XIV dC)                                            | Les Masies de Roda          | Osona            | Assentament on s'han trobat restes d'un període que durà més de vint-i-tres segles. Fou ocupat durant l'edat de bronze, pels ibers, romans, visigots, musulmans, carolingis i durant l'edat mitjana. | Un oppidum ibèric, muralles, taller ceràmic, taller metal·lúrgic, camp de sitges visigòtiques, necròpolis, església romànica. |
| Mines de Gavà                       | Neolític (4000 aC)                                                                                            | Gavà                        | Baix Llobregat   | Conjunt de mines estructurades en galeries més antic de tot Europa. S'hi explotava la variscita, i més tard el ferro. | Més de 200 hectàrees de mines (no es descarta que n'hi hagi moltes més). |
| Roca dels Bous                      | Paleolític mitjà                                                                                              | Sant Llorenç de Montgai     | La Noguera       | Jaciment prehistòric Neandertal del Paleolític mitjà situat al Prepirineu català. Es caracteritza per utilitzar noves tecnologies en la investigació i per ser el primer jaciment d'aquesta època musealitzat a tot Espanya | S'hi han trobat restes d'indústria lítica i òssia neandertal, així com restes de fauna com pantera, cérvol i cavall. També s'hi poden trobar diferents fogueres. |

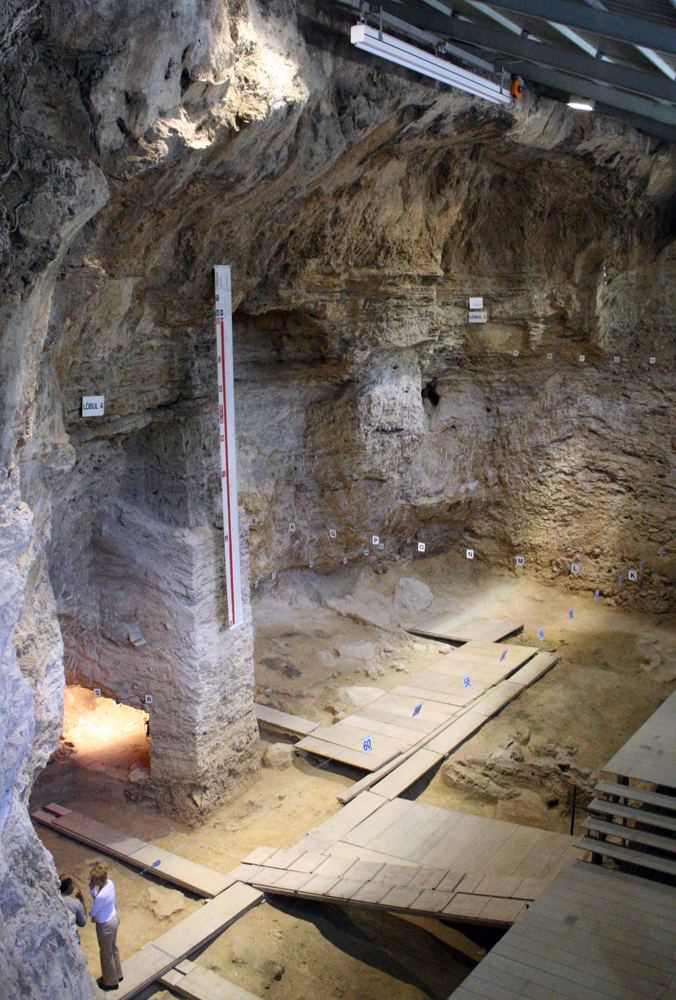
Nivells estratigràfics de control de travertí a l'Abric Romaní de Capellades
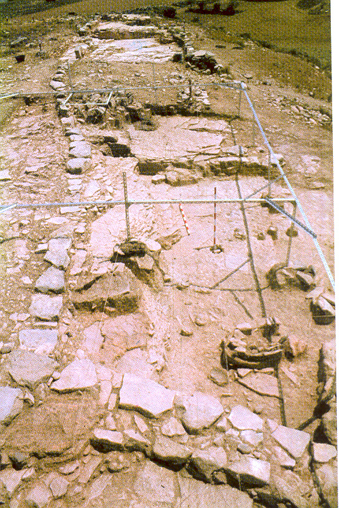
Excavació arqueològica del jaciment paleontològic de Genó
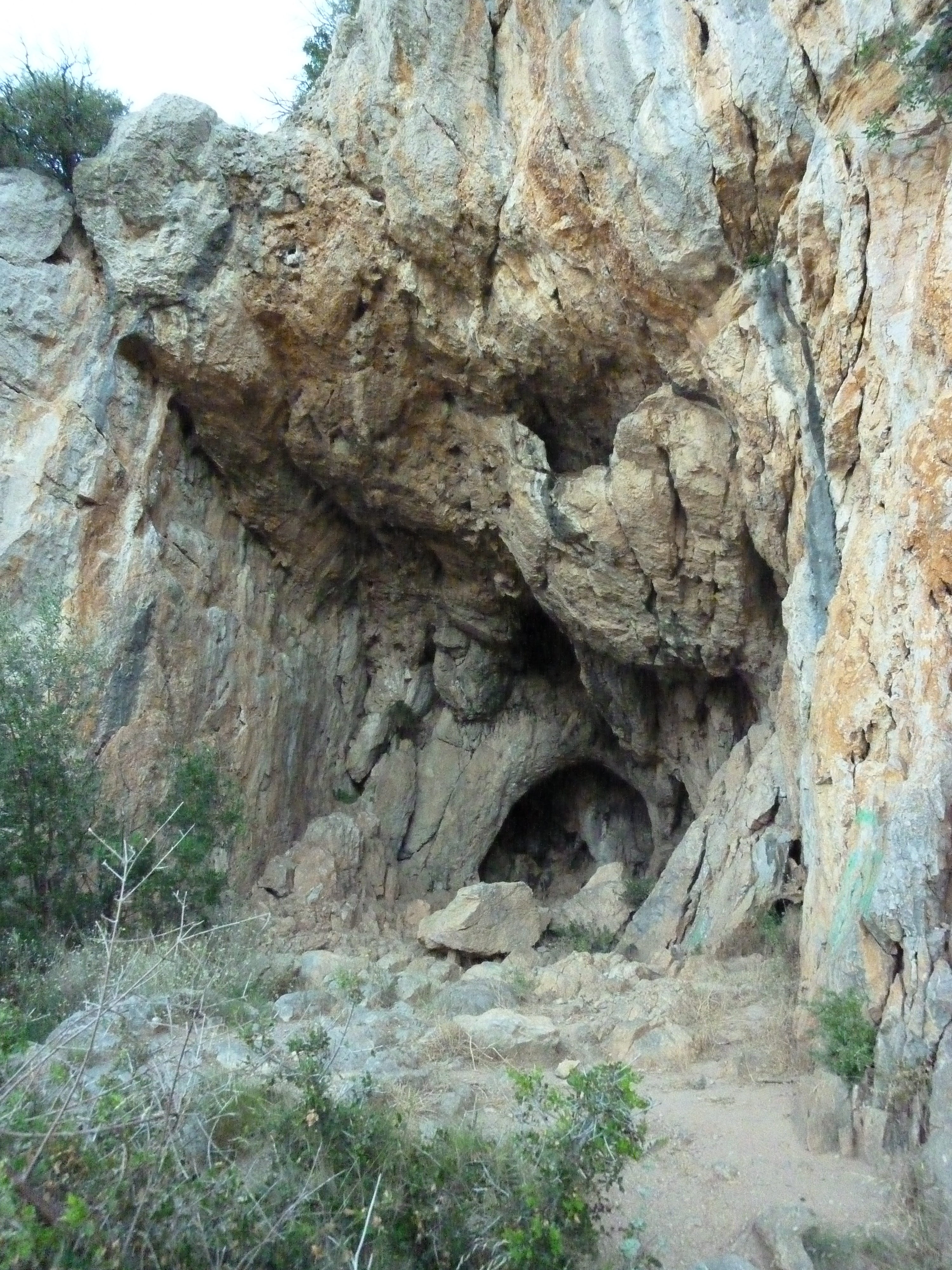
Cau del Duc, abric rocós ocupat durant el Paleolític per homínids
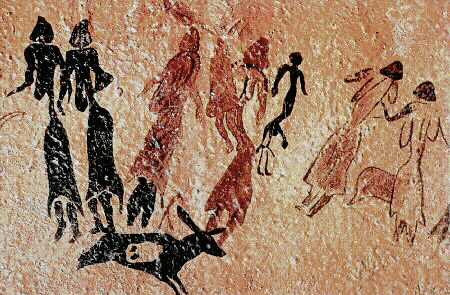
La Dansa del Cogul. Calc d'Henri Breuil. Pintures rupestres d'art llevantí de les Coves del Cogul

## Jaciments ibèrics

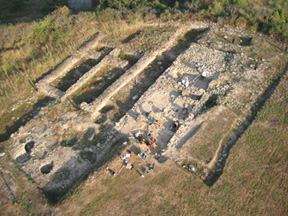
Excavació a l'àrea ibèrica del jaciment arqueològic de l'Esquerda, a Les Masies de Roda

A partir de la segona meitat del segle vii aC va començar la cultura ibèrica, la qual va definir les formes de vida de la societat indígena, enriquides amb aportacions fenícies i gregues. Els ibers habitaven en poblats, sovint emmurallats i construïts en llocs estratègics per tal de facilitar-ne la defensa.
Eren agricultors, ramaders i comerciants. Des del segle iii aC van encunyar moneda. Al poblat de les Toixoneres (Calafell), s'ha documentat la producció de cervesa. Tingueren tractes comercials amb els centres colonials grecs d Empòrion i Rode, i púnics. S'ha documentat producció siderúrgica al poblat de les Guàrdies (El Vendrell), a la Torre dels Encantats (Arenys de Mar) i a Puig Castellar (Santa Coloma de Gramenet), entre d'altres. També produïen plom i plata.
Algunes ciutats rellevants van ser Tarragona i Burriac, de deu hectàrees, el Castellet de Banyoles (Tivissa), d'unes quatre hectàrees i mitja, la Ciutat ibèrica del Molí d'Espígol (Tornabous) o l'assentament de Montjuïc (Barcelona). Entre els poblats menors, cal esmentar la Torre dels Encantats, el Turó d'en Boscà (Badalona), Ca n'Oliver (Cerdanyola del Vallès), Adarró, (Vilanova i la Geltrú), Olèrdola, les Masies de Sant Miquel (Banyeres del Penedès), el Vilar (Valls) i Puig Castellar. Un dels assentaments més importants fou la ciutat ibera d'Ullastret, fundada al segle vi aC i abandonada al final del segle iii aC. El món ibèric va acabar al segle I dC.
| Nom                                                            | Període | Municipi                                             | Comarca                             | Notes | Troballes |
| -------------------------------------------------------------- | --- | ---------------------------------------------------- | ----------------------------------- | --- | --- |
| Blanda                                                         | | Blanes                                               | La Selva                            | de la tribu dels ilergets. Era una societat que s'estructurava ocupant les elevacions més estratègiques del territori on hi vestien poblats emmurallats. Sembla que existí un nucli de població situat en el vessant sud de la muntanya de Sant Joan i, per les restes trobades, sembla que en el cim hi hagué un lloc de guaita que servia per comunicar-se amb els altres poblats de la zona com ara el de Montbarbat, del que possiblement depenien. | Peces d'indústria lítica, una possible torre de guaita. |
| Cadira del Bisbe                                               | Segle VI aC - 200 aC                                                                                                | Premià de Dalt                                       | Maresme                             | de la tribu dels laietans establert sobre un turó de 300 m de la serralada de Marina. L'assentament fou despoblat amb l'arribada dels romans. El 1929 fou descobert per Joaquim Folch i Torres. Des dels anys 70 ha estat excavat per diferents associacions. | Muralla, una torre defensiva, restes de diversos habitatges, un carrer empedrat i nombroses mostres de ceràmica. |
| Canal dels Avellaners                                          | Neolític (Neolític Mitjà - Neolític Final) - Edat del Bronze - Edat del Ferro - Ibèric - Tardoromà - Medieval       | Berga                                                | Berguedà                            | És el jaciment més important i més interessant de Berga perquè té una seqüència estratigràfica molt completa que en els setze nivells que té permet una lectura arqueològica de totes les èpoques, des del Neolític fins a l'actualitat. Està situat a la Valldan, al peu de la serra de Queralt. | Indicis d'ocupació humana permanent durant més de 4.000 anys. |
| Can Bonells                                                    | Segle VI aC - segle iii aC                                                                                          | Santa Maria de Merlès                                | Berguedà                            | de la tribu dels bargusis. | Ceràmica sigil·lada, ceràmica comuna oxidada, ceràmica vidriada, vidre, ferro, bronze i fauna. |
| Can Canyís                                                     | Segle VI aC - segle v aC                                                                                            | Banyeres del Penedès                                 | Baix Penedès                        | Necròpolis ibèrica situat a l'àrea arqueològica de Les Masies de Sant Miquel. Era un lloc d'enterrament de la tribu dels cossetans. El material que s'hi trobà mostra que es tracta d'una de les necròpolis ibèriques més importants de Catalunya, juntament amb les d'Ullastret. | Restes de material trobat a la zona de la necròpolis com trossos de ceràmica. Posteriorment, també s'hi va construir una vil·la romana i una ermita, la qual cosa revela una perduració de l'ocupació de la zona. |
| Can Caseta                                                     | ? - segle I dC | Manlleu                                              | Osona                               | Assentament ibèric rural de la tribu dels ausetans situat a un meandre del riu Ter, a la zona de Vista Alegre. | |
| Can Fatjó                                                      | Segle VI aC - segle II dC                                                                                           | Rubí                                                 | Vallès Occidental                   | de la tribu dels laietans situat al marge dret de la Riera de Rubí. El poblat ibèric de can Fatjó podria ser el nucli de l'antiga ciutat de Rubricata (Rubí), esmentada per Ptolemeu al segle II dC. | Camp de sitges, murs i dos pous, un dels quals és el pou més antic de Catalunya. |
| Can Modolell                                                   | Segle I aC - baixa edat mitjana                                                                                     | Cabrera de Mar                                       | Maresme                             | Jaciment romà-medieval, amb cripto-pòrtic. | Vil·la romana imperial, un santuari, un criptopòrtic. |
| Ca n'Oliver                                                    | Segle VI - 50 aC | Cerdanyola del Vallès                                | Vallès Occidental                   | de la tribu dels laietans que comercialitzava amb altres pobles mediterranis. Es troba a la serra de Collserola, des d'on s'observa tota la plana del Vallès. | Camp de sitges, fossat, entrada monumental, carrer principal, habitatges superposats, habitació de l'ibèric antic, casa de l'ibèric ple, casa de l'ibèric final. |
| Castellar de la Selva                                          | | Quart                                                | Gironès                             | situat entre la tribu dels ausetans i dels indigets. | |
| Castell de Tona                                                | | Tona                                                 | Osona                               | Assentament ibèric de la tribu dels ausetans. | |
| Castellciutat                                                  | | Castellciutat                                        | Alt Urgell                          | Es creu que a l'actual emplaçament de Castellciutat hi hagué una capital dels ceretans augustans o potser dels ilergets sordons. | No s'ha trobat. |
| Castellet de Banyoles                                          | Final del segle iii aC - 218 aC a 201 aC (Segona Guerra Púnica)                                                     | Tivissa                                              | Ribera d'Ebre                       | de la tribu dels ilercavons. Amb una superfície màxima propera als 42.000 m² és el poblat iber més extens de les Terres de l'Ebre. El conjunt del jaciment ibèric del Castellet de Banyoles fou declarat Monument Histórico-Artístic i Arqueològic nacional el 1978 (Real Decreto 2.947 de 27 d'octubre i BOE del 15 de desembre). | Sembla que hi hagué ocupació perifèrica i un gran espai central públic. L'any 1912, es descobriren un conjunt d'arracades, braçalets, anells i monedes, el 1925 un parell de bous de bronze i el 1927 es descobrí el Tresor de Tivissa, que està format per quatre pàteres de plata daurada, diversos vasos de plata i dos collarets. |
| Poblat Ibèric del Turó de Castellruf                           | segle vii aC - segle ii aC                                                                                          | Santa Maria de Martorelles                           | Vallès Oriental                     | de la tribu dels laietans situat al Turó de Castellruf. Algunes de les restes que s'han trobat en les excavacions empreses es conserven en el Museu de Granollers. | Restes d'un dolmen, un poblat ibèric i un castell del segle xi. |
| Cesse                                                          | ? - 218 aC (Segona Guerra Púnica)                                                                                   |                                                      | Camp de Tarragona                   | Cesse, Cissa o Kesse fou la ciutat més important de la tribu íbera dels cossetans i a la vora de la qual, en la batalla de Cissa, Gneu Corneli Escipió va derrotar el general cartaginès Hannó i al cap ilerget Indíbil, al començar la Segona Guerra Púnica el 218 aC. No se sap la seva situació ja que només es coneix pels relats de la guerra entre Roma i Cartago, i perquè s'hi van encunyar monedes. Sembla que, amb la conquesta romana, la ciutat de Cesse fou saquejada i que els seus habitants foren venuts com a esclaus a la nova ciutat de Tàrraco, on Escipió havia fundat una base militar. | No s'ha trobat. |
| Ciutadella ibèrica de Calafell                                 | Segle VI aC - segle ii aC                                                                                           | Calafell                                             | Baix Penedès                        | de la tribu dels cossetans. Acull un complex turístic cultural anomenat Alorda Park, el qual és el primer jaciment de la península Ibèrica que, sobre de les restes del jaciment, s'hi ha reconstruït un nou poblat simulant el de debò. També és anomenada "Ciutadella de les Toixoneres". Actualment forma part de la Ruta dels Ibers. | Muralles, torres defensives, portes d'accés, un palau i nombroses dependències. |
| Ciutat ibèrica del Molí d'Espígol o Ciutat ibèrica d'Atanagrum | Edat del Ferro (segle vi aC, ibèric antic) - mitjan segle i aC                                                      | Tornabous                                            | Urgell                              | Ciutat ibèrica capital de la tribu dels ilergets abandonada cap al 200 aC a conseqüència de la Segona Guerra Púnica. El conjunt és considerat un dels més importants jaciments ibèrics de Catalunya, catalogat com a Bé Cultural d'Interès Nacional. | Traçat urbanístic, muralla quadricular, barris suburbans, habitatges adossats, espai obert comunitari, diferents àmbits que es relacionen fonamentalment amb estances on es practicaven activitats de caràcter domèstic (rebost, llars de foc, filatura, molta, etc.), material ceràmic, vaixella fina de taula, contenidors amfòrics, tant d'importació com de fabricació indígena i ceràmiques fines d'importació. |
| Ciutat ibèrica d'Ullastret                                     | Paleolític - Neolític 550 aC - primer quart del segle ii aC                                                         | Ullastret                                            | Baix Empordà                        | Ciutat ibèrica de la tribu dels indigets establerta sobre el puig de Sant Andreu. Es tracta d'un jaciment arqueològic molt important ja que és el major nucli ibèric descobert fins ara a Catalunya. | Oppidum fortificat amb muralles i torres quadrades i circulars, traçat de carrers, habitatges, cisternes, temples, un camp de sitges, un palau de 500 m² que pertanyia a una família dominant, l'inscripció funerària més antiga de Catalunya (datada al segle iv aC), el primer edifici militar ibèric descobert a Catalunya, una gran llar de foc quadrada d'1,30 m de costat dins d'una casa senyorial fundada el 325 aC, nombroses restes humanes, un forn metal·lúrgic per a bronze i ferro, un enllosat i oliveres de més de 2.000 anys. A 500 m de la ciutat hi ha les restes d'un poblat ibèric situat a l'Illa d'en Reixac, una antiga illa de l'estany d'Ullastret. També s'hi han trobat restes anteriors com eines de sílex del Paleolític Superior i ceràmiques del Calcolític. |
| Cova de la Font Major                                          | Prehistòria (Paleolític Inferior - Neolític - Bronze Final) - Ibèric - Iberoromà - Edat mitjana                     | L'Espluga de Francolí                                | Conca de Barberà                    | És una de les set coves més llargues del món formades en conglomerat i una de les poques que s'estén, en gran part, pel subsòl del nucli urbà. Una part està habilitada com a museu, el qual forma part del complex museístic de les "Coves de l'Espluga". Està situada dins el nucli urbà i és visitada per 50.000 persones a l'any. | Centenars d'urnes cineràries, vasos d'ofrenes, objectes de bronze i altres ornaments (trobades a la Sala del Llac, santuari ibèric dedicat potser a rituals d'iniciació, a més de cerimònies d'enterraments). |
| Darró                                                          | Segle V - segle ii aC                                                                                               | Vilanova i la Geltrú                                 | Garraf                              | de la tribu dels cossetans. Es troba a l'actual passeig marítim de la ciutat. | |
| Gebut                                                          | | Soses                                                | Segrià                              | de la tribu dels ilergets. Fou citat per les fonts grecollatines: Polibi i Titus Livi; es menciona en relació amb la Segona Guerra Púnica (218 - 205 aC). | No s'ha trobat |
| Ègosa                                                          | | Terrassa                                             | Vallès Occidental                   | de la tribu dels laietans. | Peces de ceràmica amb inscripcions ibèriques (al subsòl de les esglésies de Sant Pere. |
| El Cogulló                                                     | segle VII - segle i aC                                                                                              | Sallent                                              | Bages                               | Jaciment d'uns 2000 m² d'extensió situat a 200 m per sobre el riu Llobregat, a l'Turó del Cogulló. Devia ser un dels principals nuclis de població de la Lacetània. | Les restes documentades determinen tres fases diferents diferents en l'assentament del Cogulló: una primera etapa d'iberització (segle vi aC-IV aC); una segona fase d'ibèric ple (segle iii aC-I aC) i una tercera fase ibero-romana. |
| Els Vilars                                                     | 750 aC - 325 aC | Arbeca                                               | Les Garrigues                       | Fortalesa ibèrica de la tribu dels ilergets declarada Bé Cultural d'Interès Nacional per la Generalitat l'any 1998. | Fortalesa, vasos ceràmics per a la incineració i enterrament dels morts. |
| Fondo d'en Roig                                                | Segles IV i III aC                                                                                                  | Cunit                                                | Baix Penedès                        | Granja ibèrica de la tribu dels cossetans on hi van desenvolupar: producció agrícola, emmagatzematge de cereals, oli, vi, etc. | Petita granja ibèrica amb 16 habitacions annexes i la possibilitat d'haver-hi hagut un pis superior i sitges. |
| Font de la Canya                                               | Del segle VII aC al segle iii aC                                                                                    | Avinyonet del Penedès                                | Alt Penedès                         | Assentament íber, pertanyent a la tribu dels Cossetans. Es tracta d'un antic centre de distribució i manufactura de productes, básicament agrícoles. Aquest jaciment és on s'han trobat les llavors de raïm cultivat més antigues de Catalunya (S. VII aC) demostrant que ja en l'antiguitat el Penedès va ser el bressol del vi a Catalunya | Llavors de vitis vinifera carbonitzades. Llavors de vistis vinifera carbonitzadas. Llavors de llegums. Èstris per elaborar vi. Ànfores fenicies, etrusques, gregues, cartagineses, íberes i romanes. Restes òsies d'animals. Restes humanes. Més de 400 sitges excavades. |
| Ibera                                                          | ? - segle ii aC | Potser Tortosa, Amposta o Sant Carles de la Ràpita   | Montsià o Baix Ebre                 | de la tribu dels ilercavons destruïda durant la Segona Guerra Púnica. Se'n té constància gràcies a l'historiador romà Titus Livi, però encara no s'ha trobat el lloc exacte del jaciment. | No s'ha trobat. |
| Iltirda o Ildirda                                              | ? - 49 aC | Lleida                                               | Segrià                              | Capital de la tribu dels ilergetes. Estava situada sobre un turó a la vora del riu Sicoris (Segre). L'any 49 aC fou assetjada pels romans durant la campanya de Lleida. | Restes del poblat ibèric. |
| Les Guàrdies                                                   | | El Vendrell                                          | Baix Penedès                        | de la tribu dels cossetans. | |
| Les Maleses                                                    | | Entre Montcada i Reixac i Sant Fost de Campsentelles | Vallès Occidental i Vallès Oriental | de la tribu dels laietans. Des de la primera excavació l'any 1928, feta per la secció d'Arqueologia i Història de l'Agrupació Excursionista de Badalona, fins a l'actualitat s'hi ha desenvolupat un total de 21 campanyes d'excavació. | Múltiples unitats d'hàbitat entre les quals destaquen la casa núm.1, possible residència del cabdill del poblat. També un taller meta·lúrgic i un espai comunitari dedicat a les reunions assemblearies o de caràcter ritual. Mútliples objectes ceràmics, de tipologia i procedències diverses. Un punyal de tipus bidiscoidal gravat a una roca és una de les darreres incorporacions a la investigació |
| Les Serrasses                                                  | Segle VI aC - segle IV dC                                                                                           | Torelló                                              | Osona                               | Assentament ibèric de la tribu dels ausetans. | |
|                                                                | |                                                      |                                     | | |
| L'Esquerda                                                     | Edat de Bronze - Baixa edat mitjana (segle viii aC - segle XIV dC)                                                  | Les Masies de Roda                                   | Osona                               | Assentament on s'han trobat restes d'un període que durà més de vint-i-tres segles. Fou ocupat durant l'edat de bronze, pels ibers, romans, visigots, musulmans, carolingis i durant l'edat mitjana. | Un oppidum ibèric, muralles, taller ceràmic, taller metal·lúrgic, camp de sitges visigòtiques, necròpolis, església romànica. |
| Mas d'en Gual                                                  | | El Vendrell                                          | Baix Penedès                        | de la tribu dels cossetans documentat l'any 2001. | Màscara púnica. |
| Oleastrum                                                      | | Probablement Cambrils                                | Baix Camp, Tarragonès o Baix Ebre   | de la tribu dels cossetans situat entre Dertosa i Tàrraco. Se l'ha volgut identificar amb nombroses ciutats, però el més probable és que correspongui a la moderna Cambrils. | No s'ha trobat. |
| Palfuriana                                                     | | Probablement El Vendrell                             | Potser Baix Penedès                 | de la tribu dels cossetans situat entre Bàrcino i Tàrraco identificat generalment com El Vendrell. | No s'ha trobat. |
| Penya del Moro                                                 | Final de l'edat del bronze (800-700 aC) - segle vi aC                                                               | Entre Sant Just Desvern i Sant Feliu de Llobregat    | Baix Llobregat                      | de la tribu dels laietans arrenglerat en dues fileres de cases i dividit per un carreró. Al punt més elevat del turó hi havia una torre de guaita que fou substituïda posteriorment per una torre medieval. Es troba a la serra de Collserola. | Restes d'àmfores, de ceràmica àtica, coríntia, jònica, fenícia i massaliota, peces d'un collaret d'origen púnic, vestigis d'un ritu de fundació que consistia en col·locar el cap i les potes d'un cabrit a sota del paviment dels habitatges i una plaqueta de plom del segle iv aC de 28 × 40 mm d'ample i 1,5 mm de gruix amb inscripcions d'escriptura ibèrica a les dues cares que es conserva a Barcelona al Museu d'Arqueologia de Catalunya. |
| Pla del Castell                                                | Bronze mig - Medieval                                                                                               | Tavertet                                             | Osona                               | Assentament ibèric de la tribu dels ausetans. | Jaciment que comprèn nombrosos estrats de diverses èpoques, destaca per la seva muralla ibèrica en pedra seca de grans dimensions i restes de parets o murs perpendiculars a la muralla. S'hi han trobat restes ceràmiques i de metalls (falç de ferro, botó de bronze, etc.) |
| Pla de Santa Bàrbara                                           | Segle IV aC? - segle ii aC                                                                                          | Montblanc                                            | Conca de Barberà                    | de la tribu dels cossetans establert prop del riu Francolí. S'hi ha documentat una estructura en forma de radi, amb cases petites de planta rectangular adossades. | Cases petites, sitges per emmagatzemar gra, 22 peces diferents: plats, bols, copes per beure i menjar, gerres, vasos i àmfores, restes de ceràmica amb decoracions pintades de vernís negre, un molí rotatiu de pedra per moldre el gra. |
| Poblat ibèric de Burriac                                       | Segle VI - segle i aC                                                                                               | Cabrera de Mar                                       | Maresme                             | de la tribu dels laietans. Està situat al Burriac, un turó que s'alça entre les poblacions de Mataró, Argentona i Cabrera de Mar i on també hi ha el Castell de Burriac. | Oppidum ibèric, muralles, torres de planta quadrangular. |
| Poblat ibèric del Far                                          | Segle IV aC - Segle II                                                                                              | Llinars del Vallès                                   | Vallès Oriental                     | de la tribu dels laietans. Està situat al Turó del Vent. | Oppidum ibèric triangular de 6 ha amb gran quantitat de sitges i diversos habitatges. Existeixen restes posteriors del segle ix. |
| Poblat ibèric de Cala Pola o de Cala Giberola                  | | Tossa de Mar                                         | La Selva                            | | |
| Poblat ibèric de la Punta del Castell                          | Segle VI aC – segle i                                                                                               | La Fosca, Palamós                                    | Baix Empordà                        | de la tribu dels indigets situat a una petita península. | |
| Poblat ibèric de Castellar Vell                                | | Castellar del Vallès                                 | Vallès Occidental                   | | |
| Poblat ibèric de la Creueta                                    | | La Creueta, Quart                                    | Gironès                             | situat entre la tribu dels ausetans i dels indigets. Està situat al Puig d'en Rovira. | |
| Poblat ibèric de la Moleta del Remei                           | Segle VII aC - segle ii aC                                                                                          | Alcanar                                              | Montsià                             | Poblat iber de la tribu dels ilercavons. Està situat a la Moleta del Remei, un contrafort del vessant sud del massís del Montsià. | Recinte fortificat, poblat de planta oval estructurat concèntricament en dos carrers, torres i panys de murada, i unes construccions identificades com a graners. |
| Poblat ibèric de la Roca Roja                                  | Segle VI aC - Segle III aC                                                                                          | Benifallet                                           | Baix Ebre                           | Poblat iber de la tribu dels ilercavons. Està situat a la riba esquerra del riu Ebre. Fou excavat entre 1998 i 2002 per un equip de la Universitat de Barcelona. | Petit assentament fortificat, d'una superfície inferior als 1.000 m², i del qual destaca l'excel·lent estat de conservació de l'estructura defensiva. |
| Poblat ibèric de la Torre dels Encantats                       | | Arenys de Mar                                        | Maresme                             | de la tribu dels laietans establert al Puig Castellar. | |
| Poblat ibèric de la Torre Roja                                 | Fase ibèrica: segles VI - III aC Fase ibero-romana: segles II - I aC                                                | Entre Sentmenat i Caldes de Montbui                  | Vallès Occidental                   | de la tribu dels laietans. | |
| Poblat Ibèric del Turó de Céllecs                              | Segle IV aC - Segle II aC                                                                                           | Òrrius                                               | Maresme                             | de la tribu dels laietans. | Assentament ibèric d'unes 0,3 ha, amb restes d'una muralla amb torres de planta quadrangular i estructures d'habitatges. |
| Poblat Ibèric del Turó Cremat                                  | 5000 aC - Segle VII aC                                                                                              | La Roca del Vallès                                   | Vallès Oriental                     | Assentament ibèric de la tribu dels laietans. | Petit assentament fortificat ibèric situat al cim del Turó Cremat, de forma similar a altres jaciments del Maresme, amb restes d'una muralla de pedra seca d'uns 70 metres de longitud en forma de L. |
| Poblat Ibèric del Turó de Can Santpere                         | Segle VII aC - Segle II aC                                                                                          | La Roca del Vallès                                   | Vallès Oriental                     | Assentament ibèric de la tribu dels laietans. | Restes d'una muralla, amb una torre de base rectangular i parets d'habitacions. Restes ceràmiques. |
| Poblat Ibèric del Turó de Sant Miquel                          | Segle III aC - Segle II aC                                                                                          | Montornès del Vallès                                 | Vallès Oriental                     | Assentament ibèric de la tribu dels laietans. | Fragment de muralla i restes de materials domèstics. Sobre l'assentament actualment s'hi troba el castell de Sant Miquel. |
| Turó de Montgat                                                | Segle V aC | Montgat                                              | Maresme                             | Assentament ibèric de la tribu dels laietans. | Jaciment amb restes neolítiques, ibèriques i romanes, molt alterat per la construcció del túnel del ferrocarril. |
| Poblat d'Olèrdola                                              | Segle V aC - Segle I aC                                                                                             | Olèrdola                                             | Alt Penedès                         | Assentament ibèric de la tribu dels cessetans. | Oppidum de 3,5 ha, assentat sobre restes prèvies (datant de 4000 anys enrere), construït sobre la orografia del terreny amb restes diversos de tallers artesans. |
| Mas Castellar de Pontós                                        | Segle VII aC - Segle II aC                                                                                          | Pontós                                               | Alt Empordà                         | Assentament ibèric de la tribu dels indigets. | Oppidum fortificat d'unes 5 ha on s'han localitzat peces de ceràmica, joies i objectes metàl·lics (una llança de ferro, javelines i una cuirassa de bronze). |
| Poblat ibèric de la Vinya del Pau                              | | Vilafranca del Penedès                               | Alt Penedès                         | | Ceràmiques gregues i campanianes. |
| Poblat ibèric del Castell d'en Carrerica                       | | Canet d'Adri                                         | Gironès                             | de la tribu dels ausetans. | |
| Poblat ibèric del Castell de Porqueres                         | | Porqueres                                            | Pla de l'Estany                     | establert al Turó del Castell, situat entre la tribu dels ausetans i dels indigets. Posteriorment experimentà un desenvolupament important durant l'època ibèrica. | Fragments de ceràmica ibèrica i restes d'un període tardoromà. |
| Poblat ibèric de l'Hostal de la Vala                           | | Canet d'Adri                                         | Gironès                             | de la tribu dels ausetans. | |
| Poblat ibèric del Puig Ardina                                  | | Riudarenes                                           | La Selva                            | de la tribu dels ausetans. Està situat al Puig Ardina. | |
| Poblat ibèric del Puig Castellar                               | segle VI - segle ii aC                                                                                              | Santa Coloma de Gramenet                             | Barcelonès                          | de la tribu dels laietans d'estructura el·líptica, amb tres carrers longitudinals que estava rodejat per una muralla de pedra. Tenia una superfície d'uns 4000 m² i s'estima que podria haver-hi hagut una trentena d'edificis i una població d'uns 200 habitants. Es dedicaven bàsicament a l'agricultura i la ramaderia, tot i que vestigis trobats confirmen activitat comercial amb civilitzacions estrangeres com l'grega o la cartaginesa | Tres carrers longitudinals, muralla de pedra. |
| Poblat ibèric del Puig d'Alia                                  | | Amer                                                 | La Selva                            | de la tribu dels ausetans. Està situat al Puig d'Alia. | |
| Poblat ibèric del Vilar                                        | Segle IV aC - segle ii aC                                                                                           | Valls                                                | Alt Camp                            | de la tribu dels cossetans. | Fusaïola de Valls, peca de ceràmica destinada al procés de filar amb una inscripció de 28 signes escrits en l'escriptura ibèrica nord-oriental. |
| Poblat ibèric dels Estinclells                                 | Segona meitat del segle iii aC - 200 aC                                                                             | Verdú                                                | Urgell                              | de la tribu dels ilergets. Està situat al Tossal dels Estinclells. | Muralla ovalada, diverses cases, una cisterna i una instal·lació de premsat. |
| Poblat ibèric de Montbarbat                                    | Segle VI aC – segle i                                                                                               | Lloret de Mar                                        | La Selva                            | Assentament de la tribu dels laietans establert a la part més alta del turó de Montbarbat. La superfície del poblat és de 5.673 m² i es troba envoltat per una línia de muralla d'un perímetre de 370 m i un gruix que oscil·la entre 1,20 i 1,50 m que és reforçada amb un mínim de dues torres de planta rectangular. | Peces trobades: vernissos negres (àtica, tallers occidentals), grisa monocroma, ibèrica pintada, grises emporitanes, ceràmica pintada, àmfores ibèriques, púniques (i massaliotes?), peces a mà, una fusaïola, un capfoguer (xai), una figureta zoomorfa, una figureta antropomorfa, denes de collaret de pasta de vidre, alguna arracada o fíbula de bronze, algun ganivet o clau de ferro, algun fragment de molí, restes de ceràmica, ossos d'ovicàprids, un bou, un cavall i un porc. |
| Puig d'en Cendra                                               | | Estanyol, Bescanó                                    | Gironès                             | de la tribu dels ausetans. | Restes de murs ibèrics i de ceràmica campaniana, del bronze final. Una vila romana i joies hel·lenístiques (s. I a.C). |
| Poblat ibèric de Sant Julià de Ramis                           | Fase ibèrica: Segle V - segle i aC Fase baix-imperial: conegut amb el nom de Castellum Fractum Segle IV - segle vii | Sant Julià de Ramis                                  | Gironès                             | situat entre la tribu dels ausetans i dels indigets establert al Puig de Sant Julià, de 200 m d'altitud. Prop d'aquest poblat hi ha l'església dels Sants Metges, on també hi ha vestigis ibèrics i romans. | Materials de Can Garriga, materials de la pedra dreta, triptòlem en un relleu ceràmic, restes de ceràmica indígena comuna, ceràmica grisa emporitana, ceràmica grisa comuna i ceràmica amb gravat incís, elements de bronze, aixovar d'enterrament, necròpolis de les Goges, altar, camp de sitges, gerra litúrgica, gerra medieval, una sivella i cinturó de lli, una sivella decorada de bronze, materials de ferro, una punta de llança, eines de ferro, un ganivet de ferro, un tallant de ferro. |
| Poblat ibèric del Casol de Puig Castellet                      | Segle III aC | Folgueroles                                          | Osona                               | de la tribu dels ausetans establert als turons que marquen el límit entre la Plana de Vic i les Guilleries. | Muralla de 64 m de llargada i 3 d'amplada construïda en pedra seca, una torre quadrangular en talús adossada a la part massissa, una sèrie de pedres amb relleus mitològics ibers, que fan pensar en l'existència d'un o més monuments funeraris corresponents al poblat. |
| Poblat ibèric del Clascar                                      | Segle IV - segle i aC                                                                                               | Malla                                                | Osona                               | de la tribu dels ausetans establert a la muntanya del Clascar, de 643 m. | Muralla, habitacions rectangulars. |
| Poblat ibèric del Coll del Moro                                | 800 aC - segle i | Gandesa                                              | Terra Alta                          | de la tribu dels ilercavons situat al Coll del Moro. Es tracta d'una necròpolis amb tres àrees d'enterrament datada entre el 800 i el 500 aC i un recinte fortificat del segle v aC a l'I dC. El recinte fortificat està presidit per una gran torre situada al punt més alt de l'assentament. A l'interior del poblat s'ha descobert un taller destinat a la transformació del lli i a la manufactura de teixits. Actualment forma part de la Ruta dels Ibers. | Necròpolis, muralles, torre, taller tèxtil. |
| Poblat ibèric del Turó de la Rovira                            | Segle IV aC - Segle I aC                                                                                            | Barcelona                                            | Barcelonès                          | de la tribu dels laietans situat al cim del Turó de la Rovira, a Barcelona. | Restes de muralles i les portes d'accés, així com 44 sitges. |
| Poblat ibèric de Montjuïc                                      | Segle IV aC - Segle II aC                                                                                           | Barcelona                                            | Barcelonès                          | de la tribu dels laietans situat al vessant sud de la muntanya de Montjuïc, a Barcelona. | Possible emplaçament de Laie, on s'han trobat sitges de grans dimensions, l'explotació d'una pedrera propera, restes de ceràmica procedent de diversos països, una fíbula decorada amb corall vermell i un carro de ferro i fusta. Possible origen de les monedes de plata amb la llegenda Barkeno. |
| Poblat ibèric de Forn de la Noguera                            | | Castellterçol                                        | Vallès Oriental                     | | Teules i antefixes en forns que contenien ceràmica ibèrica pintada. |
| Poblat ibèric del Fortim                                       | | Sant Feliu de Guíxols                                | Baix Empordà                        | de la tribu dels indigets establert a la Punta dels Guíxols, un turó de 37 m que s'alça endins del mar. | |
| Poblat ibèric del Pla de les Ànimes                            | | Caldes de Malavella                                  | La Selva                            | de la tribu dels laietans establert al Puig de les Ànimes. | Fragments ceràmics |
| Poblat ibèric del Puig d'en Cendra                             | Segle IV aC | Estanyol, Bescanó                                    | Gironès                             | de la tribu dels ausetans. | Camp de sitges, restes de murs ibèrics, ceràmica campaniana, una vil·la romana i joies hel·lenístiques del segle i aC. També hi ha una torre militar de telègraf òptic del 1844. |
| Poblat ibèric de Puig Madrona                                  | | Entre El Papiol i Sant Cugat del Vallès              | Baix Llobregat i Vallès Occidental  | de la tribu dels laietans establert al Puig Madrona, muntanya de la serra de Collserola de 341 m. | |
| Poblat ibèric del Serrat dels Lladres                          | Segle VI aC - segle iii aC                                                                                          | Puig-reig                                            | Berguedà                            | Poblat iberoromà de la tribu dels bargusis situat al Serrat dels Lladres. | |
| Poblat ibèric del Serrat dels Tres Hereus                      | Segle VI aC - segle iii aC                                                                                          | Entre Casserres i Avià                               | Berguedà                            | Poblat iberoromà de la tribu dels bargusis situat al cim del turó del Serrat dels Tres Hereus. Es tractava d'un poblat dedicat a feines domèstiques, ramaderes i metal·lúrgiques. Es troba en una fase d'excavació inicial però la seva considerable importància rau en el fet que pot aportar llum a l'estudi de la romanització de la Catalunya interior. | Una mola de molí, un forn, una torre, un espai obert comunitari, nombroses fusaioles i pondera, peces utilitzades per filar i teixir, diverses dolies, petits contenidors d'aliments, escòries de ferro, multitud de fragments d'àmfora. |
| Poblat ibèric del Turó de Montgròs                             | Ibèric: ? – 205 aC Edat mitjana: segle x – segle xiv                                                                | El Brull                                             | Osona                               | de la tribu dels ausetans establert al Turó de Montgròs, al Parc Natural del Montseny. | Muralla ibèrica del 300 aC, habitacions rectangulars. |
| Poblat ibèric del Turó d'en Boscà                              | Segle IV aC - Segle I aC                                                                                            | Badalona                                             | Barcelonès                          | de la tribu dels laietans establert al cim del Turó d'en Boscà, a la Serralada de Marina. | Oppidum de 3 ha de superfície, adaptat a la orografia del terreny, amb restes de muralles, una torre rectangular i diversos habitatges comunicats per carrers esglaonats. |
| Turó Gros de Can Camp                                          | Mil·lenni VI aC - Segle II aC                                                                                       | Caldes de Montbui                                    | Vallès Oriental                     | Jaciment que comprèn restes del Neolític antic fins al període ibèric. | S'hi han trobat restes ceràmiques amb ornaments. No obstant, no s'ha trobat cap resta d'estructures a la zona. En molt mal estat a causa de la seva explotació com a pedrera i la seva proximitat a la urbanització. |
| Castellot de Bolvir                                            | Segle IV aC - Segle I aC                                                                                            | Bolvir                                               | Baixa Cerdanya                      | de la tribu dels ceretans. | L'oppidum consisteix en una muralla irregular adaptada al terreny, un fossat, cases de 4 a 5 metres amb un segon pis de fusta. Durant la fase romana republicana, el poblat reformà el seu sistema defensiu amb la construcció de dues grans torres quadrades i un baluard, a més d'un taller metal·lúrgic. |
| Poblat ibèric del Turó Rodó                                    | | Lloret de Mar                                        | La Selva                            | de la tribu dels laietans establert al Turó Rodó, de 348 m. | |
| Poblat ibèric de Montguardí o de Vila Vella                    | | Tossa de Mar                                         | La Selva                            | | |
| Poblat ibèric de Sant Joan                                     | | Blanes                                               | La Selva                            | | |
| Puig de Castellet                                              | Segle III aC | Lloret de Mar                                        | La Selva                            | Jaciment iber de la tribu dels laietans que era utilitzat com a torre de sentinella. La superfície total és de 550 m². Actualment forma part de la Ruta dels Ibers. | Torre de sentinella, muralles. |
| Puig Guardial                                                  | Segle III aC - segle i aC                                                                                           | Manlleu                                              | Osona                               | Assentament ibèric de la tribu dels ausetans establert al Puig Guardial, a la riba dreta del riu Ter. Fou ocupat durant el període ibèric tardà i possiblement tingué continuïtat en època romana. Era de petites dimensions. | Restes de ceràmiques campanianes. |
| Rubricata                                                      | ? | Rubí                                                 | Vallès Occidental                   | de la tribu dels laietans esmentat per Ptolemeu. | No s'ha trobat. |
| Sant Miquel de Sorba                                           | Segle VI aC - segle iii aC                                                                                          | Montmajor                                            | Berguedà                            | de la tribu dels bargusis. | Fragments de tègules romanes. |
| Sant Sebastià de la Guarda                                     | Segle VI aC - segle i aC                                                                                            | Palafrugell                                          | Baix Empordà                        | de la tribu dels indigets. Està situat al cim de la muntanya, a 156 metres d'altitud sobre el nivell del mar. Té una superfície total d'uns 300 m². Possiblement aquest assentament va concloure amb l'arribada dels romans a Llafranc. | Quatre cases ibèriques de dues habitacions cadascuna i que es disposen en diversos carrers, un camp de quinze sitges o dipòsits excavats a la roca i un forn. |
| Savassona                                                      | | Tavèrnoles                                           | Osona                               | Assentament ibèric de la tribu dels ausetans. | |
| Setelsis                                                       | ? | Potser Solsona                                       | Solsonès                            | Poblat iberoromà de la tribu dels iacetans. Fou anomenat Σετελσίς o Σελενσίς pels historiadors grecs. Se l'ha identificat amb Solsona. | No s'ha trobat. |

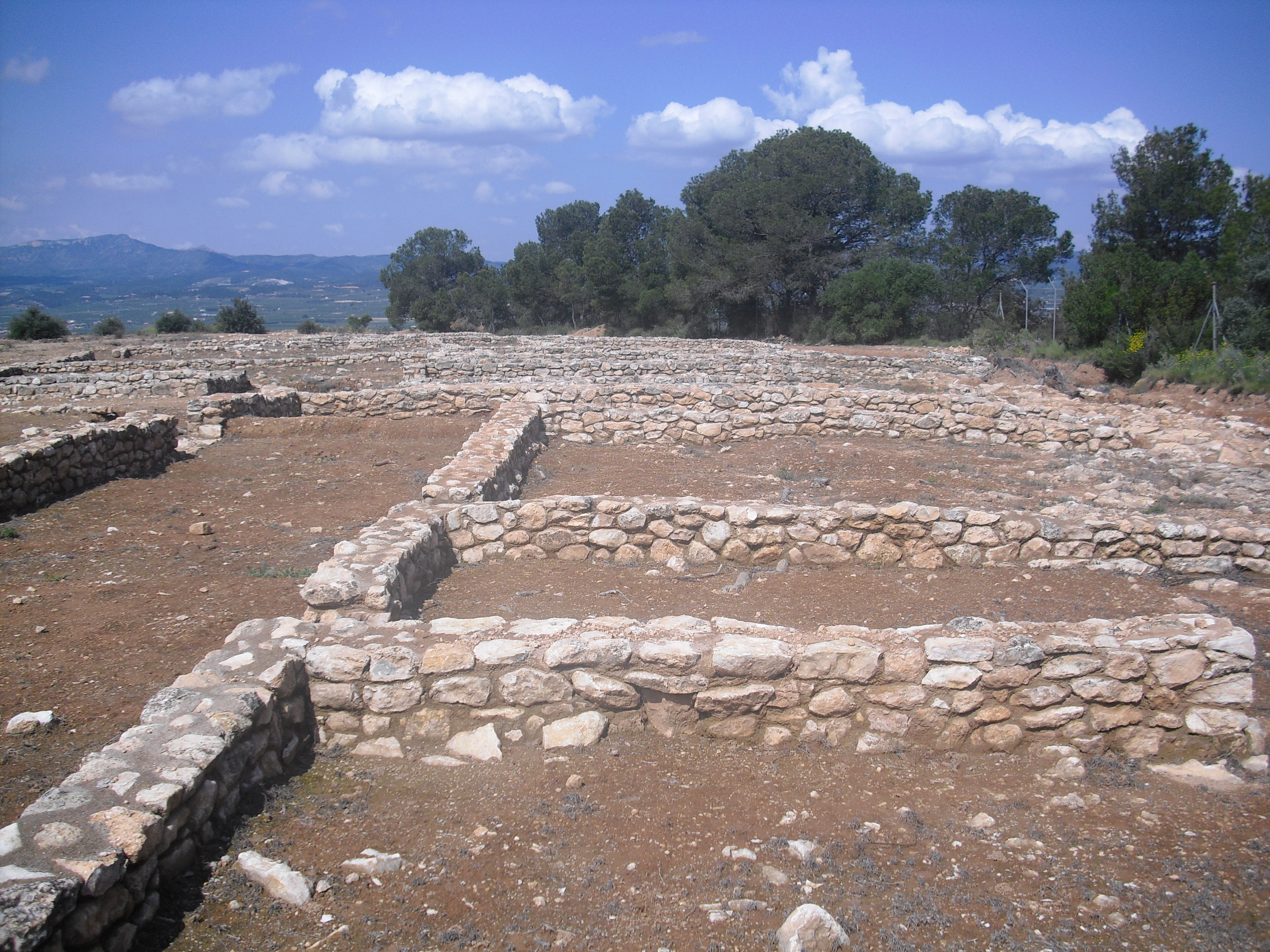
Zona d'habitatges del poblat iber del Castellet de Banyoles, a Tivissa
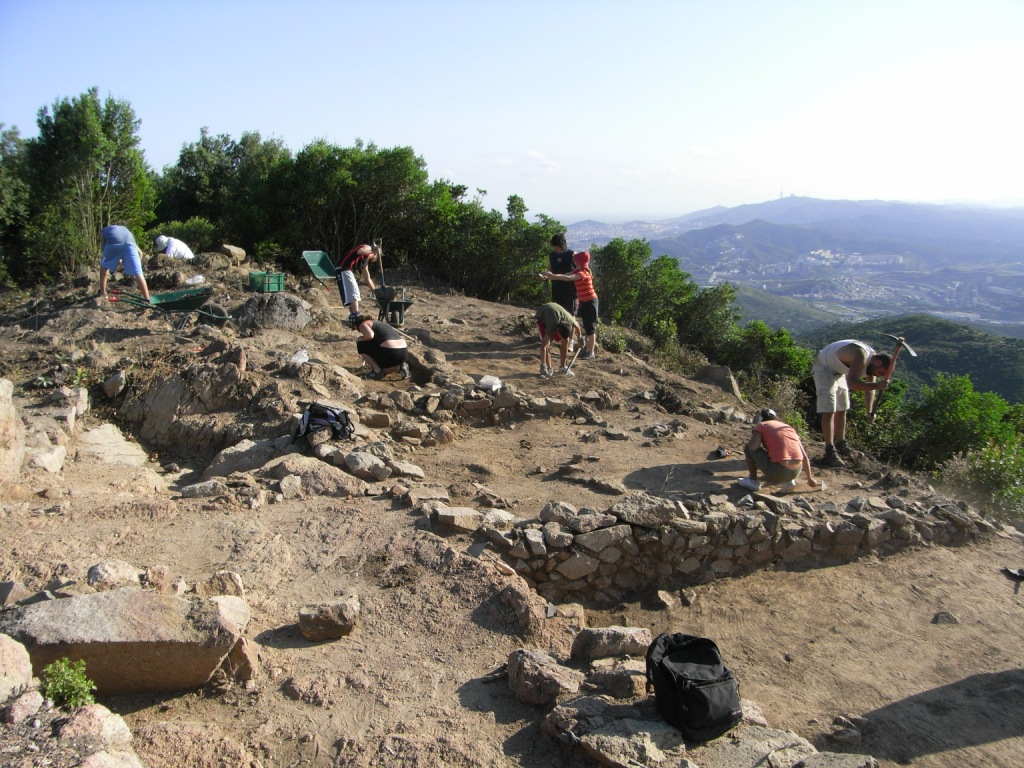
Jaciment ibèric de les Maleses, al Vallès Occidental, antiga Laietània
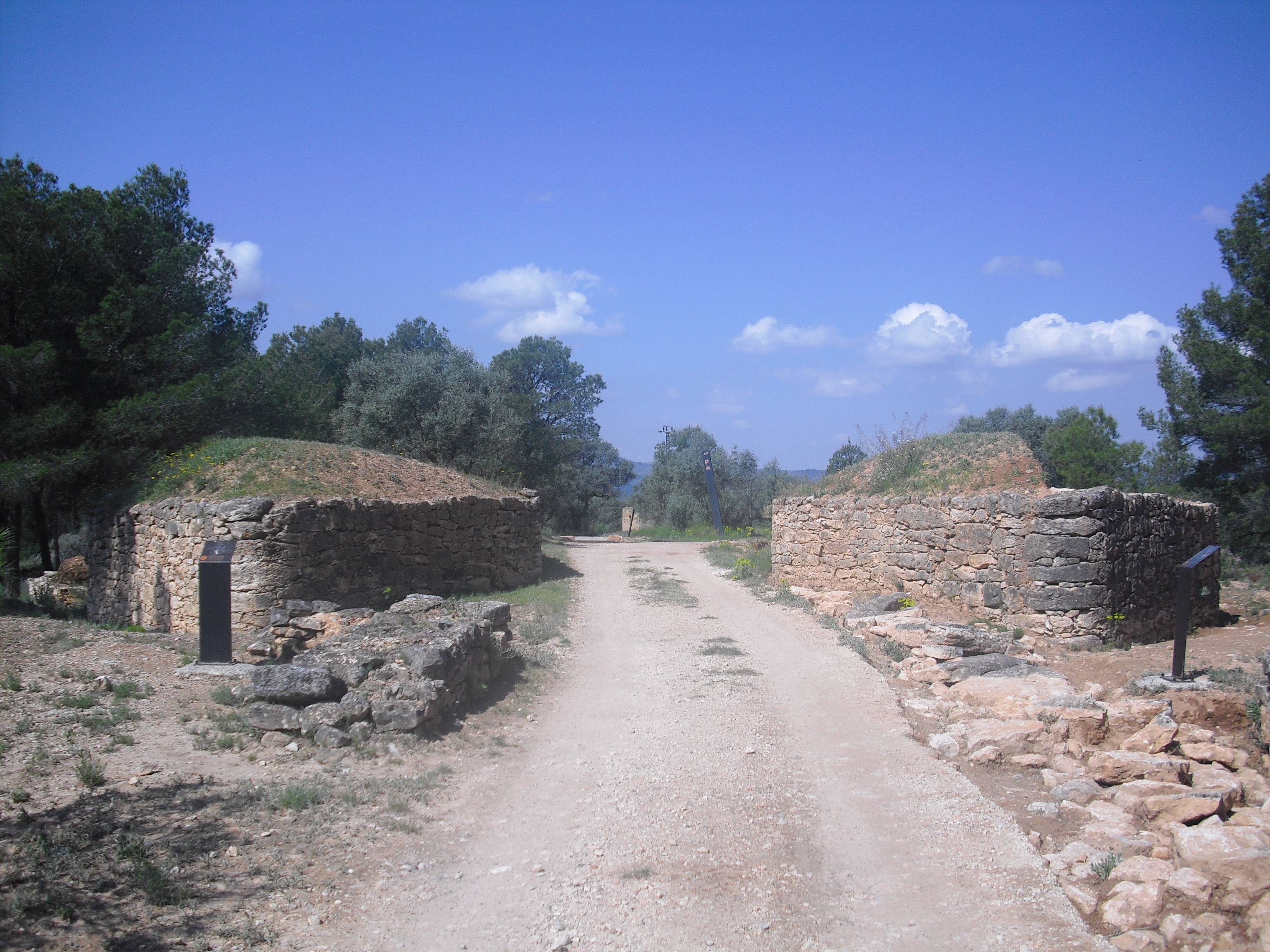
Torres de defensa pentagonals, a l'entrada del poblat iber del Castellet de Banyoles, a Tivissa
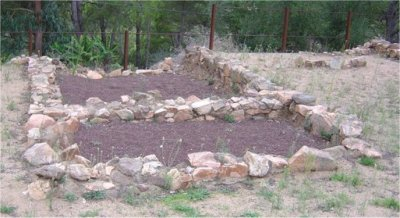
Jaciment ibèric de Sant Sebastià de la Guarda
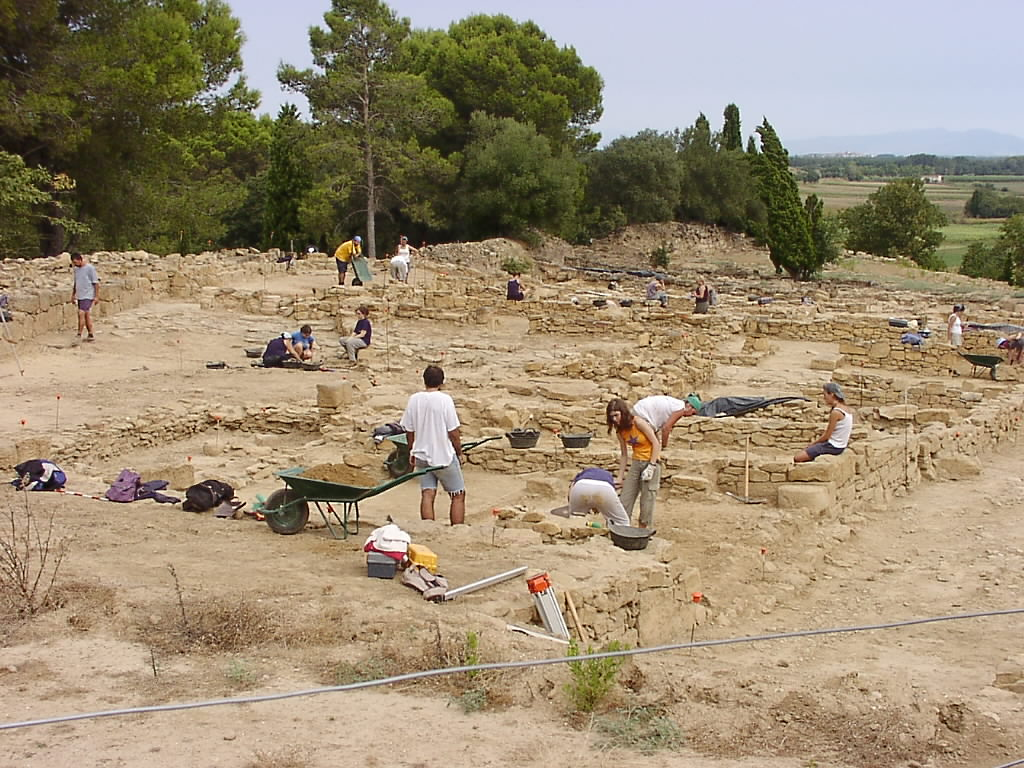
Excavacions a la ciutat ibèrica d'Ullastret
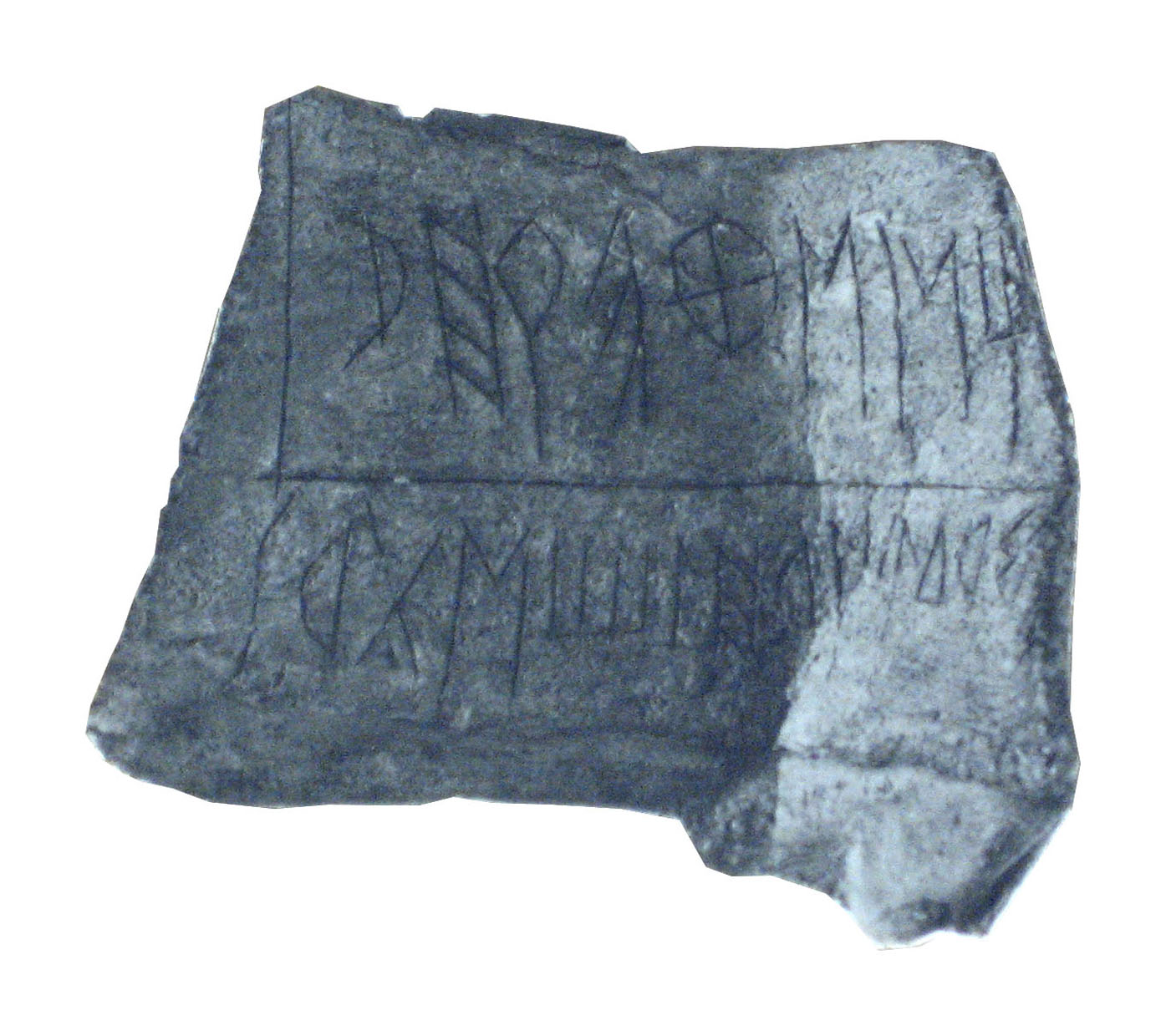
Plaqueta de plom del poblat ibèric de la Penya del Moro que es conserva al Museu d'Arqueologia de Catalunya a Barcelona
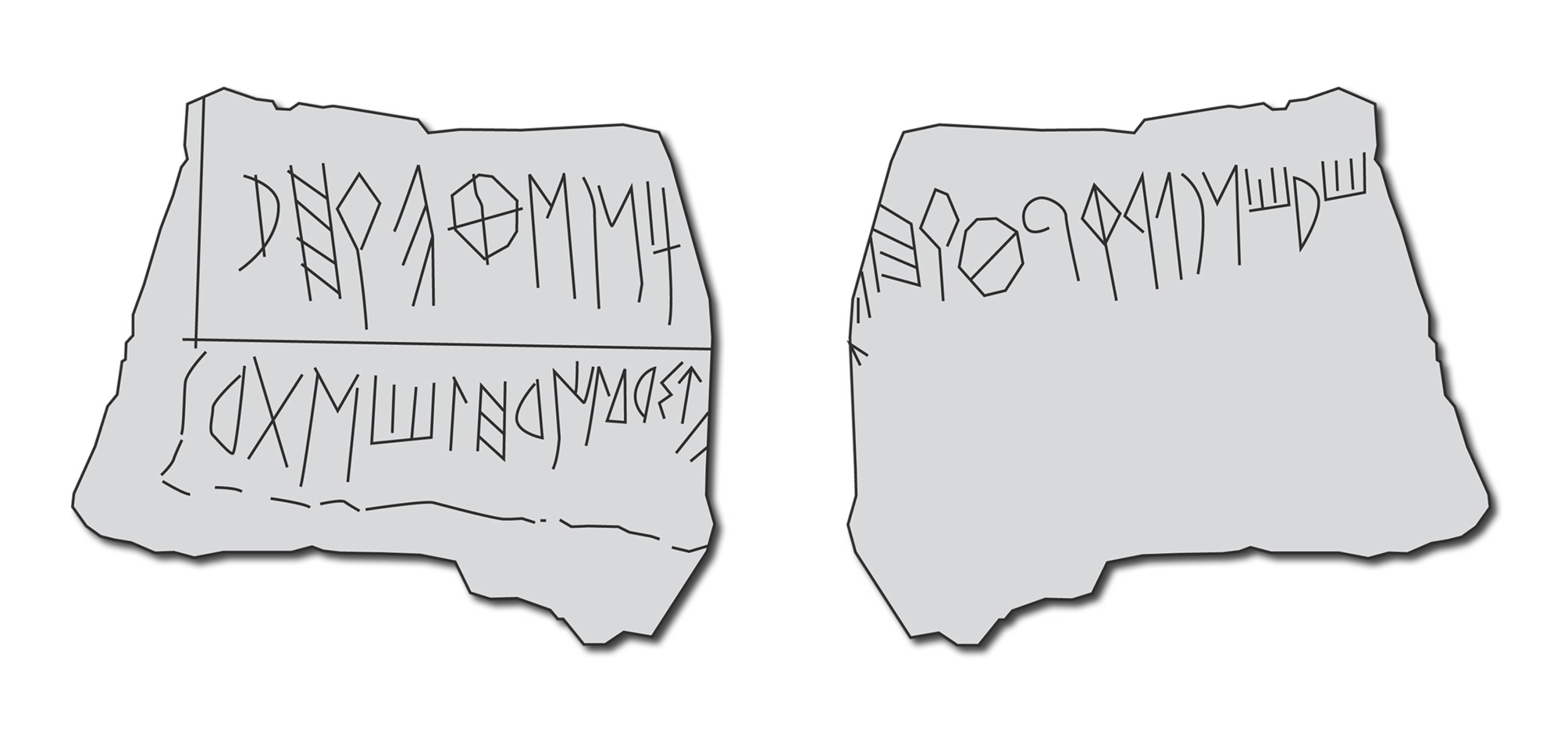
Imatge esquemàtica de les inscripcions en escriptura ibèrica trobades al poblat de la Penya del Moro, a la serra de Collserola

## Jaciments grecs

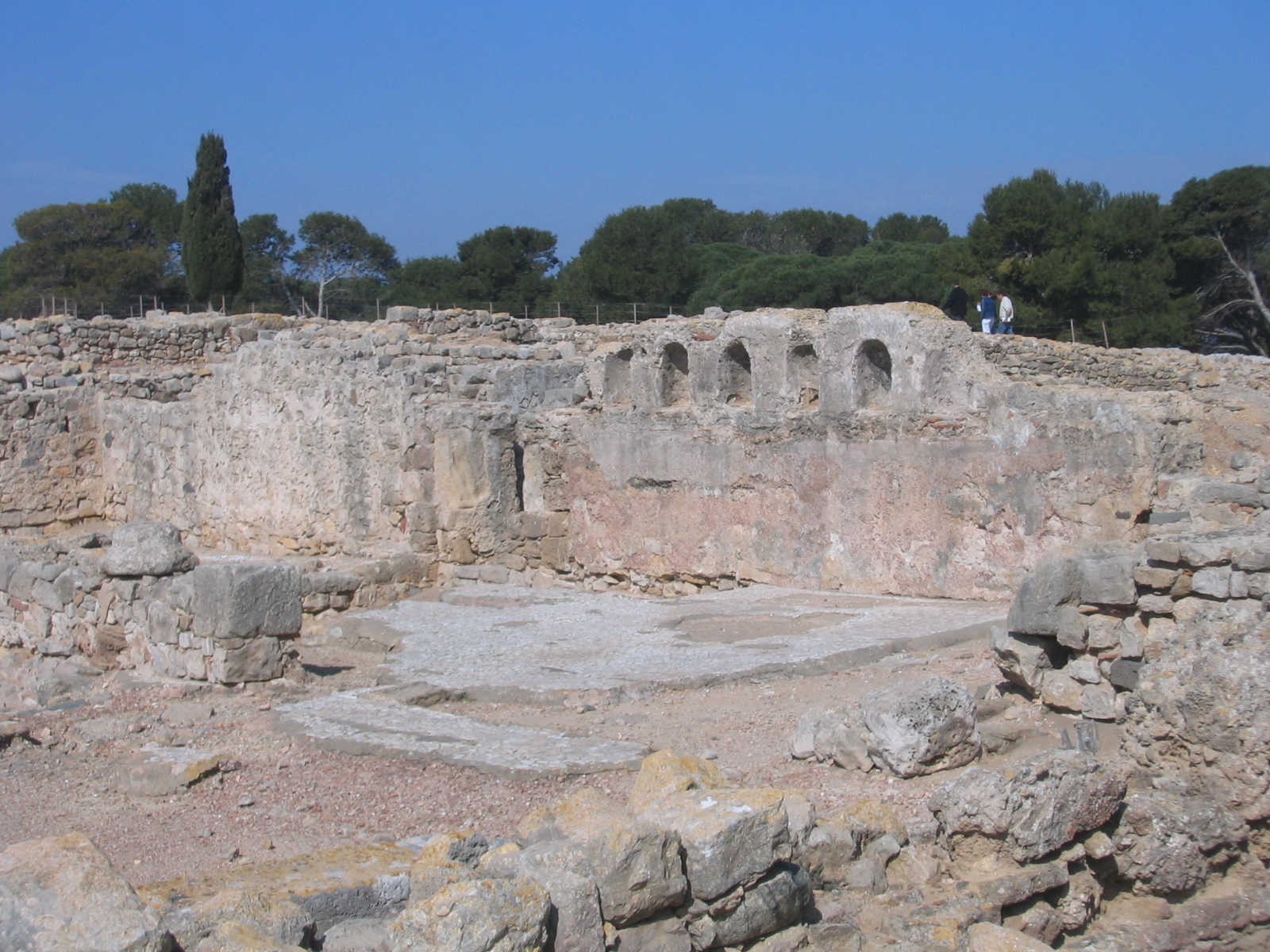
Basílica paleocristiana amb paviment de mosaic datada dels segles VI i IV aC, situada al fòrum de la ciutat grega d'Empúries

Pels volts del 580 aC, els grecs provinents de Focea, van fundar la colònia d'Empòrion (Sant Martí d'Empúries), nom que en grec antic vol dir "comerç" o "mercat". Al cap de pocs anys va assolir una estructura urbana ben consolidada. Al segle iv aC també fundaren la ciutat de Rode (Roses). Rhode i Empòrion van encunyar moneda, la qual va servir d'inspiració a les encunyacions indígenes iberes i gal·les.
| Nom      | Període                                   | Municipi                        | Comarca     | Notes | Troballes |
| -------- | ----------------------------------------- | ------------------------------- | ----------- | --- | --- |
| Empúries | 580 aC - segle iii                        | Sant Martí d'Empúries, L'Escala | Alt Empordà | Ciutat grega anomenada en grec antic Ἐμπόριον /Emporion/, que vol dir "comerç" o "mercat", i en llatí Emporiæ. Estava composta de quatre parts, situades al voltant d'un port natural: la primera és de fundació grega (paleàpolis o ciutat vella), situada en una península on avui hi ha Sant Martí d'Empúries; la ciutat grega a terra ferma (neàpolis o ciutat nova), a la vora del mar; la ciutat romana, situada damunt la neàpolis, i el poblat iber dels indigets que es deia Indiké i que encara no ha estat trobat. | Muralles, porta d'accés, dues torres, vies, àgora, fòrum, stoa, temples, banys públics, palestra, botigues, amfiteatre, necròpolis, estàtua d'Asclepi d'Empúries, dracmes, mosaic del Sacrifici d'Ifigenia i mosaic dels Peixos. |
| Rode     | Segon quart del segle iv aC - segle VI dC | Roses                           | Alt Empordà | | |

## Jaciments romans

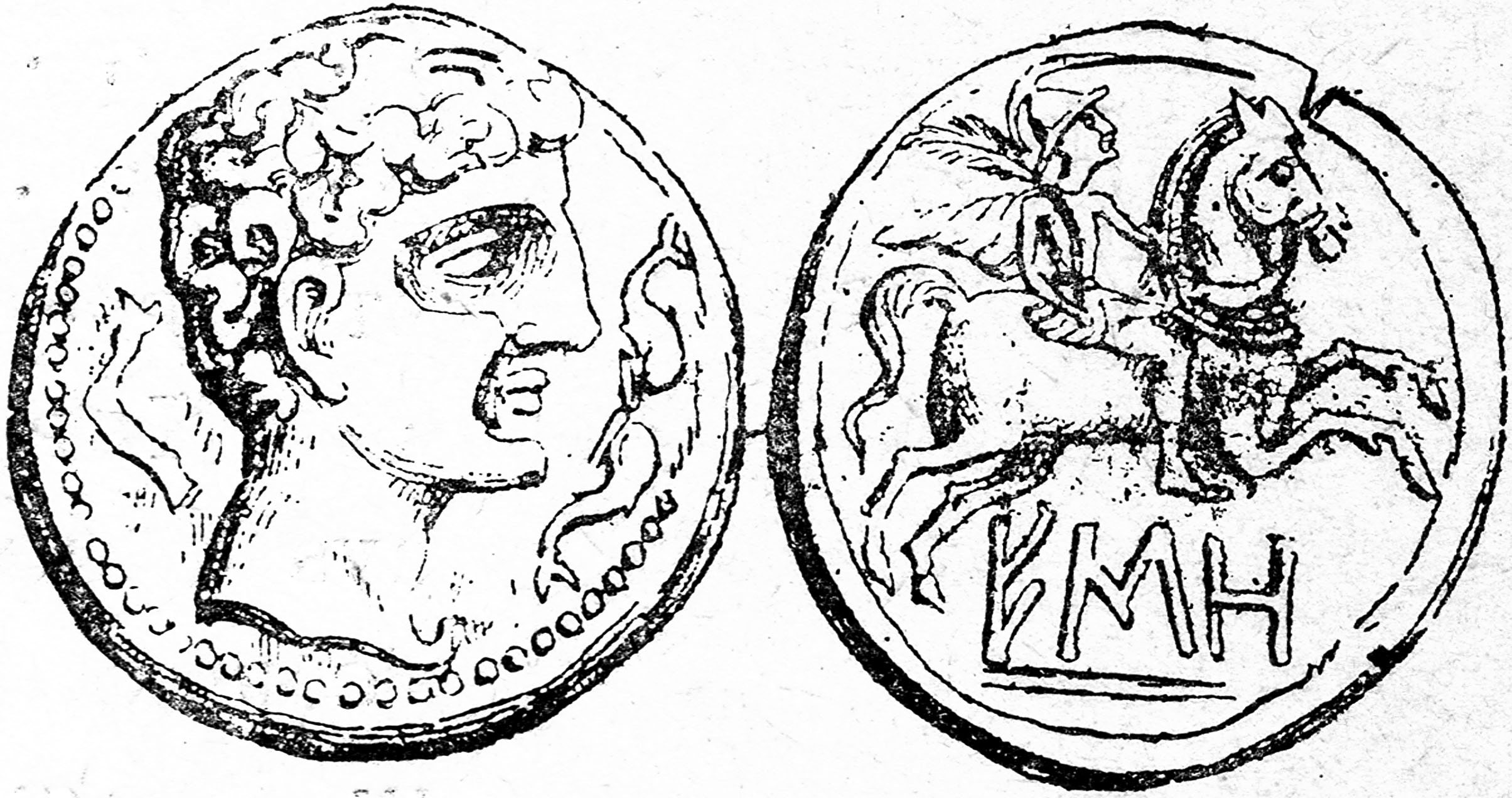
Dibuix que reprodueix unes monedes romanes atribuïdes a Aeso, actual Isona

La romanització de Catalunya avançà ràpidament. Les poblacions de la costa, més cosmopolites i civilitzades gràcies a les relacions que havien tingut amb els grecs i cartaginesos, no oferiren gaire resistència a les legions romanes. Els ibers dels cims foren obligats a baixar a les poblacions de les planes.
Cap a l'any 100 aC diverses ciutats romanes foren fundades: Bætulo (Badalona) i Iesso (Guissona), ambdues d'unes onze hectàrees, Iluro (Mataró), Gerunda (Girona) i Aeso (Isona). Sobre la base de l'antiga ciutat ibèrica, es desenvolupà Ilerda (Lleida), que al final del segle i aC va repre el títol de municipium. En aquesta època també es van fundar les ciutats de Dertosa (Tortosa) i Bàrcino (Barcelona). En l'hàbitat rural, els grans senyors propietaris de terra, es van establir en vil·les romanes (villae), centres producció agrària i artesanal. Algunes d'aquestes mansions foren molt luxoses, com és el cas de la de Can Llauder (Mataró), els Munts (Altafulla) o Centcelles (Constantí).
En començar l'Imperi Romà, l'any 27 aC, tota Catalunya estava sotmesa als romans. Havia acabat el temps de la conquesta militar i s'accentuava de pressa la conquesta espiritual. Catalunya fou, després de la Bètica, el territori de la península Ibèrica més romanitzat.
| Nom                                                               | Període | Municipi                        | Comarca           | Notes | Troballes |
| ----------------------------------------------------------------- | --- | ------------------------------- | ----------------- | --- | --- |
| Aeso                                                              | ? - segle vi                                                                                                  | Isona, Isona i Conca Dellà      | Pallars Jussà     | Població romana establerta sobre l'Eso iberobasca, de la tribu dels iacetans. Fou la seu d'un municipium, que tenia al voltant tot de punts de vigilància: Abella de la Conca, Benavent de la Conca, l'Hostal Roig de Sant Salvador de Toló, Puig de l'Anell. | Conjunt epigràfic romà (làpides): compost per 6 làpides existents al Museu Arqueològic de Barcelona, 5 al Museu Arqueològic de l'Institut d'Estudis Ilerdenses, a Lleida, 8 a les parets de l'església parroquial de Santa Maria d'Isona, 1 a la base de l'altar de la Mare de Déu de la Posa, 3 a Covet, 3 a Sant Romà d'Abella, 1 a Perolet i 1 al castell de Llordà. Aquesta troballa ha aportat detalls de l'organització del municipi romà, molt completa, amb tots els càrrecs polítics i funcionarials d'un municipi important.                                                             |
| Arraona                                                           | | Sabadell                        | Vallès Occidental | Vil·la romana coneguda en llatí com a Arragonem o Arragona establerta al cim de la Serra de Sant Iscle, a l'indret de l'actual Santuari de la Mare de Déu de la Salut, situat a l'esquerra del riu Ripoll i a l'entitat de població de la Salut. Fou citada als itineraris romans, ja que antigament la Via Augusta havia passat pel Vallès i, per tant era un lloc transitat. | Vil·la romana de la Salut, restes de la natatio (piscina) de les termes trobades a l'ermita de Sant Iscle i Santa Victòria. |
| Ausa                                                              | 120 aC o 110 aC - ?                                                                                           | Vic                             | Osona             | Ciutat romana que durant el període visigòtic fou anomenada Ausona. Es coneix el nom d Ausa gràcies al testimoni de monedes romanes i ibèriques que s'han conservat. | Temple romà, monedes romanes i ibèriques. |
| Bætulo                                                            | 90 aC/70 aC - ?                                                                                               | Badalona                        | Barcelonès        | Ciutat romana que ocupava un espai aproximadament d'unes 11 hectàrees. Les restes visitables ocupen 4.000 m². L'any 1999 fou declarada Bé Cultural d'Interès Nacional per la Generalitat de Catalunya. Actualment hi ha una exposició permanent sobre Bætulo al Museu de Badalona. | Termes amb tres àmbits, frigidarium, tepidarium i caldarium, palestra (gimnàs), peristil i vestidor, fòrum, teatre, decumanus maximus, conjunt de insulæ (habitatges), tabernæ (botigues), domus de l'Heura i dels Dofins, piscina privada o Jardí de Quintus Licinius, conducte d'aigües de 98 metres del carrer Pujol construït amb volta de canó. A la plaça de la Constitució també s'hi ha trobat part d'un carrer, una claveguera i els fonaments d'un gran podi o petit temple. Als fonaments de l'actual Església de Santa Maria s'hi conserven restes del podi del temple romà del Fòrum. |
| Bàrcino                                                           | 15 o 13 aC - ?                                                                                                | Barcelona                       | Barcelonès        | | Domus, fòrum, temple, dos aqüeductes, termes, necròpolis i muralles. |
| Cal·lípolis                                                       | | Entre Tarragona i Salou         | Tarragonès        | Ciutat romana de la província de la Tarraconense. És esmentada al poema Ora marítima de Ruf Fest Aviè. | No s'ha trobat |
| Jaciment romà de Can Farrerons                                    | segle V dC | Premià de Mar                   | Maresme           | Edifici de planta octogonal. | Pavelló de rebre per a celebrar-hi banquets i gaudir del bany |
| Castellum Fractum                                                 | Fase ibèrica: Segle V - segle i aC Fase baiximperial i tardoromana: Segle IV - segle vii                      | Sant Julià de Ramis             | Gironès           | El Castellum Fractum és una fortalesa tardoromana situada a l'àrea de la Muntanya dels Sants Metges, al municipi de Sant Julià de Ramis (Gironès). El jaciment fou declarat Bé Cultural d'Interès Nacional l'any 2012. | Gerra litúrgica visigoda amb inscripció. Ceràmica romana tant local com d'importació africana, ganivets, gúbies, llances, destrals, escuts, civelles, fermalls, etc. |
| Canal dels Avellaners                                             | Neolític (Neolític Mitjà - Neolític Final) - Edat del Bronze - Edat del Ferro - Ibèric - Tardoromà - Medieval | Berga                           | Berguedà          | És el jaciment més important i més interessant de Berga perquè té una seqüència estratigràfica molt completa que en els setze nivells que té permet una lectura arqueològica de totes les èpoques, des del Neolític fins a l'actualitat. Està situat a la Valldan, al peu de la serra de Queralt. | Indicis d'ocupació humana permanent durant més de 4.000 anys. |
| Vil·la romana de l'Espelt                                         | Segle II aC - Segle V dC                                                                                      | L'Espelt, municipi d'Òdena      | Anoia             | Vil·la romana rural situada enmig de camps de conreu, construïda en un lloc assolellat i dominant, prop d'un corrent d'aigua i d'una via de comunicació que permetia donar sortida a la producció excedent. En època medieval sembla que va tornar a ser ocupada. | Diverses estances, algunes de tipus residencial i d'altres destinades a activitat agrícoles (vi, cereals i probablement oli), ramaderes i artesanals (elaboració de teixits). S'hi ha trobat un paviment de mosaic i nombroses mostres de ceràmica, vidre, objectes d'os, de ferro o de bronze, monedes, un fragment d'un rellotge de sol, sivelles, agulles per al cabell, agulles d'os, fusaioles, recipients per cuinar, llànties, claus de porta, una safata de vidre, un dau de vori, pinces i un canelobre.                                                                                  |
| Can Cabassa                                                       | Segle IV - segle v                                                                                            | Sant Cugat del Vallès           | Vallès Occidental | Vil·la romana rural que ocupa una superfície d'uns 24.000 m² excavada l'any 2000. Tingué una important activitat cap al segle iv i V dC i la base econòmica era l'agricultura i la ramaderia. | Àrees d'emmagatzematge, àrees de producció ceràmica amb dos forns (un de planta circular i l'altre de quadrada), camp de sitges, una necròpolis on s'han descobert 42 tombes amb diversos individus amb diferents tipologies d'enterrament: en àmfora, en fossa, en coberta de doble vertent i diverses edificacions més. |
| Torre Llauder                                                     | | Mataró                          | El Maresme        | Vil·la romana | Dues estances, basílica paleocristiana, fauces, peristil, hortus, frigidarium, tepidarium, caldarium, habitació de servei, clavegueres, latrinae, quatre forns de ceràmica, tres escultures, una llosa, llànties. |
| Can Sent-romà                                                     | | Tiana                           | El Maresme        | Vil·la romana | |
| Can Terrers                                                       | Segle I aC | La Garriga                      | Vallès Oriental   | Vil·la romana rural amb termes. Es tractava d'un edifici d'uns 200 metres quadrats i, pel seu bon estat de conservació, el 9 d'abril del 2001, la Generalitat va declarar la vil·la Bé Cultural d'Interès Nacional. | Termes romanes: apodyterium, tepidarium, caldarium, sudatorium, frigidarium i hypocaustum |
| Cova de la Font Major                                             | Prehistòria (Paleolític Inferior - Neolític - Bronze Final) - Ibèric - Iberoromà - Edat mitjana               | L'Espluga de Francolí           | Conca de Barberà  | És una de les set coves més llargues del món formades en conglomerat i una de les poques que s'estén, en gran part, pel subsòl del nucli urbà. Una part està habilitada com a museu, el qual forma part del complex museístic de les "Coves de l'Espluga". Està situada dins el nucli urbà i és visitada per 50.000 persones a l'any. | Centenars d'urnes cineràries, vasos d'ofrenes, objectes de bronze i altres ornaments (trobades a la Sala del Llac, santuari ibèric dedicat potser a rituals d'iniciació, a més de cerimònies d'enterraments). |
| Conjunt arqueològic de Boades i la Torre del Breny de Castellgalí | Segle VI aC - Segle IV dC                                                                                     | Castellgalí                     | Bages             | El conjunt arqueològic de Castellgalí està format per tres àrees, de sud a nord: el mausoleu de la Torre del Breny (protegit com a bé cultural d'interès nacional), que és l'element arquitectònic visible més destacat del conjunt, els jaciments de la zona de Boades que hi estan clarament relacionats (la vil·la romana, el sepulcre en cel·la i l'Exedra), i les sitges i els forns iberoromans de Cal Roc.                                                                                                  | Un sepulcre, un mausoleu, una vila romana, ceràmiques ibèriques, gregues i romanes, fragments de mosaics i quatre sitges ibèriques. |
| Dertosa                                                           | | Tortosa                         | Baix Ebre         | | |
| Ègara                                                             | | Terrassa                        | Vallès Occidental | | Dos pedestals epigràfics, enterraments, necròpolis. |
| El Camp de les Lloses                                             | Segle II aC o segle i aC - primer quart del segle I dC                                                        | Tona                            | Osona             | Població romana establerta en una cruïlla de camins en una zona plana als peus del turó del Castell. El arqueològic està situat al nucli urbà de Tona. | Entramat de carrers quadricular estructurat a partir de dos eixos perpendiculars entre si, habitatges adossats, espai obert comunitari, diferents àmbits que es relacionen fonamentalment amb estances on es practicaven activitats de caràcter domèstic (rebost, llars de foc, filatura, molta, etc., un taller metal·lúrgic, material ceràmic, vaixella fina de taula, contenidors amfòrics, tant d'importació com de fabricació indígena i ceràmiques fines d'importació. |
| Els Munts                                                         | Segle II - segle v                                                                                            | Altafulla                       | Tarragonès        | Vil·la romana establerta sobre un petit turó a la vora de la platja. | Zona residencial romana luxosa amb termes, monedes romanes, ceràmica. |
| Els Tolejassos                                                    | Segle II aC - segle II dC                                                                                     | Viladamat                       | Alt Empordà       | És una de les primeres vil·les agrícoles de l'Empordà. Està situat a 5 km de l'ciutat grega d'Empúries. | Vil·la romana, dues petites necròpolis familiars i un forn. |
| Empúries                                                          | 580 aC - segle iii                                                                                            | Sant Martí d'Empúries, L'Escala | Alt Empordà       | Ciutat grega anomenada en grec antic Ἐμπόριον /Emporion/, que vol dir "comerç", i en llatí Emporiæ. Estava composta de quatre parts, situades al voltant d'un port natural: la primera és de fundació grega (paleàpolis o ciutat vella), situada en una península on avui hi ha Sant Martí d'Empúries; la ciutat grega a terra ferma (neàpolis o ciutat nova), a la vora del mar; la ciutat romana, situada damunt la neàpolis, i el poblat iber dels indigets que es deia Indiké i que encara no ha estat trobat. | Muralles, porta d'accés, dues torres, vies, àgora, fòrum, stoa, temples, banys públics, palestra, botigues, amfiteatre, necròpolis, estàtua d'Asclepi d'Empúries, dracmes, mosaic del Sacrifici d'Ifigenia i mosaic dels Peixos. |
| Gerunda                                                           | Cap el 77 aC - ?                                                                                              | Girona                          | Gironès           | | |
| Iesso                                                             | Cap el 100 aC - segle VI dC                                                                                   | Guissona                        | Segarra           | Jaciment d'uns 20.000 metres² d'una antiga ciutat romana situat sota de l'entremat urbà de Guissona. Hi ha un parc arqueològic i s'hi fan visites guiades. Es tracta d'un assentament romà que s'establí on hi havia hagut l'antic territori de la tribu dels lacetans quan fou ocupat pels romans, l'any 195 aC. | Porta d'accés, tram de muralla, cardo maximus, decumanus maximus, necròpolis, domus del segle i aC, casa senyorial dels segles i i ii, espai per a la producció de vi, vies, termes, impluvium, frigidarium, làpida funerària del segle ii, piscina semicircular |
| Ilerda                                                            | 50 aC o 49 aC - ?                                                                                             | Lleida                          | Segrià            | Ciutat romana establerta a l'antiga Iltirda ibèrica, la qual l'any 50 aC fou assetjada i conquistada pels romans durant la batalla d'Ilerda, una campanya de la Segona guerra civil romana. Iltirda havia estat la capital de la tribu dels ilergets. Estava situada a un turó a la vora del riu Sicoris (actual riu Segre). | Fonaments d'un pont romà construït sobre el riu Segre. |
| Iluro                                                             | Primera meitat del segle i aC - segle vii                                                                     | Mataró                          | El Maresme        | Ciutat romana establerta sobre un petit turó d'uns 28 metres sobre el nivell del mar. Fou fundada «ex novo» i va arribar una extensió urbana d'unes 6 hectàrees. Va ser identificada a partir d'unes troballes epigràfiques documentades al jaciment i per documents de Plini el Vell, Pomponi Mela i Claudi Ptolemeu. El jaciment arqueològic es troba sota el nucli antic de Mataró. | Monedes romanes de bronze, muralles, fòrum, necròpolis, termes, palestra edificis públics, vies, domus, macèl·lum, clavegueres i canalitzacions, temple paleocristià, cisterna, casa senyorial amb paviments de mosaic. |
| Jaciment de Matacans                                              | Segle III aC - segle ii aC                                                                                    | Artés                           | El Bages          | Estudis arqueològics indiquen que es podria tractar d'un poblat ibèric o ibero-romà, i sembla que era d'unes dimensions considerables. | |
| La Sagrera                                                        | Anterior al Segle IV aC                                                                                       | Barcelona                       | El Barcelonès     | Vil·la romana trobada a les obres dels accessos a l'estació de la Sagrera. Per decisió de l'Ajuntament de Barcelona només es conservarà el mosaic de 50m². | Mosaic de 50m², termes, patis i ceràmica de l'època alt-imperial. |
| Les Codines                                                       | | Verdú                           | Urgell            | Lloc d'enterrament col·lectiu per inhumació. | Necròpolis, diversos desconeguts. |
| L'Esquerda                                                        | Edat de Bronze - Baixa edat mitjana (segle viii aC - segle XIV dC)                                            | Les Masies de Roda              | Osona             | Assentament on s'han trobat restes d'un període que durà més de vint-i-tres segles. Fou ocupat durant l'edat de bronze, pels ibers, romans, visigots, musulmans, carolingis i durant l'edat mitjana. | Un oppidum ibèric, muralles, taller ceràmic, taller metal·lúrgic, camp de sitges visigòtiques, necròpolis, església romànica. |
| Mas d'en Bosc                                                     | República Romana - Cèsar August                                                                               | Vila-rodona                     | Alt Camp          | Desconegut | |
| Mas d'en Vives                                                    | República Romana - Imperi Romà                                                                                | Vila-rodona                     | Alt Camp          | Desconegut | |
| Puig Ciutat                                                       | ? - segle i aC                                                                                                | Oristà                          | Osona             | Assentament romà establert en un altiplà de 5,1 hectàrees de superfície. És envoltat per un dels meandres que fa la riera Gavarresa. | Entramat de carrers quadricular muralla, habitatges adossats, material ceràmic, vaixella fina de taula, contenidors amfòrics. |
| Rode                                                              | Segon quart del segle iv aC - segle VI dC                                                                     | Roses                           | Alt Empordà       | | |
| Ruscino                                                           | ? - segle i aC - ?                                                                                            | Perpinyà                        | Rosselló          | Fou una ciutat dels volques tectòsages a la província de la Gàl·lia Narbonense anomenada en grec antic Ῥουσκινόν o Ῥουσκινών /Rouscinon/. Pomponi Mela l'esmentà com a colònia romana, Plini el Vell l'anomenà "Oppidum Latinorum", de la qual cosa es dedueix que fou una colònia de dret llatí, i també és esmentat a la Taula de Peutinger. Al llarg de la història és citada com a Ruscino, Ruscione o Rosciliona i donà nom al comtat del Rosselló.                                                           | Fòrum, basílica. |
| Salauris                                                          | | Potser Salou                    | Tarragonès        | Fou una ciutat de la costa de la província de la Tarraconense. És esmentada al poema Ora marítima de Ruf Fest Aviè. | No s'ha trobat |
| Tàrraco                                                           | 218 aC - segle ii                                                                                             | Tarragona                       | Tarragonès        | Conjunt arqueològic romà d'una gran importància i valor històric. Fou la capital de la Hispània Citerior i més tard de la província de la Tarraconense. L'any 2000 fou nomenat Patrimoni de la Humanitat de la UNESCO. | Conjunt arqueològic de Tàrraco: Amfiteatre romà, aqüeducte de les Ferreres, arc de Berà, circ romà, Fòrum de la Colònia, Fòrum Provincial, mausoleu de Centcelles, muralles romanes, necròpolis paleocristiana, pedrera romana del Mèdol, recinte de culte del Fòrum Provincial, Teatre romà, torre dels Escipions i vil·la romana dels Munts. |
| Termes romanes d'Aquæ Calidæ                                      | Segle I dC | Caldes de Malavella             | La Selva          | Termes romanes que consten d'una piscina central i una sèrie d'habitacions al voltant per rebre tractaments curatius. Hi ha tres espais a la part posterior. | Escultura d'un cap de gos fet en bronze, monedes romanes corresponents a diversos períodes. |
| Termes romanes de Caldes de Boí                                   | | Caldes de Boí                   | Alta Ribagorça    | Termes romanes d'alta muntanya on els pelegrins s'aturaven per banyar-s'hi. | |
| Termes romanes de Caldes d'Estrac                                 | | Caldes d'Estrac                 | Maresme           | Termes romanes. | |
| Vil·la romana del Collet                                          | Segle II - ?                                                                                                  | Calonge                         | Baix Empordà      | Jaciment romà. | Vil·la i canal de desguàs |
| Necròpolis romana de Vilassar de Mar                              | segles IV i V                                                                                                 | Vilassar de Mar                 | El Maresme        | Cementiri rural per a treballadors d'una o dues vil·les situades a prop | Tombes fetes amb teules romanes planes, que s'anomenen "tegulae", són de dos tipus: les de teulada a doble vessant i les de coberta plana. També s'hi van trobar enterraments dins d'àmfores, aquestes però per a infants i en menor quantitat. |
| Termes romanes de Caldes de Montbui                               | Segle I aC - segle XIV dC                                                                                     | Caldes de Montbui               | Vallès Oriental   | Termes romanes més ben conservades de la península Ibèrica. | |
| Vil·la romana del Vilauba                                         | Segles I-II aC. fins al segle VII                                                                             | Banyoles                        | Pla de l'Estany   | Jaciment romà. | Vil·la |

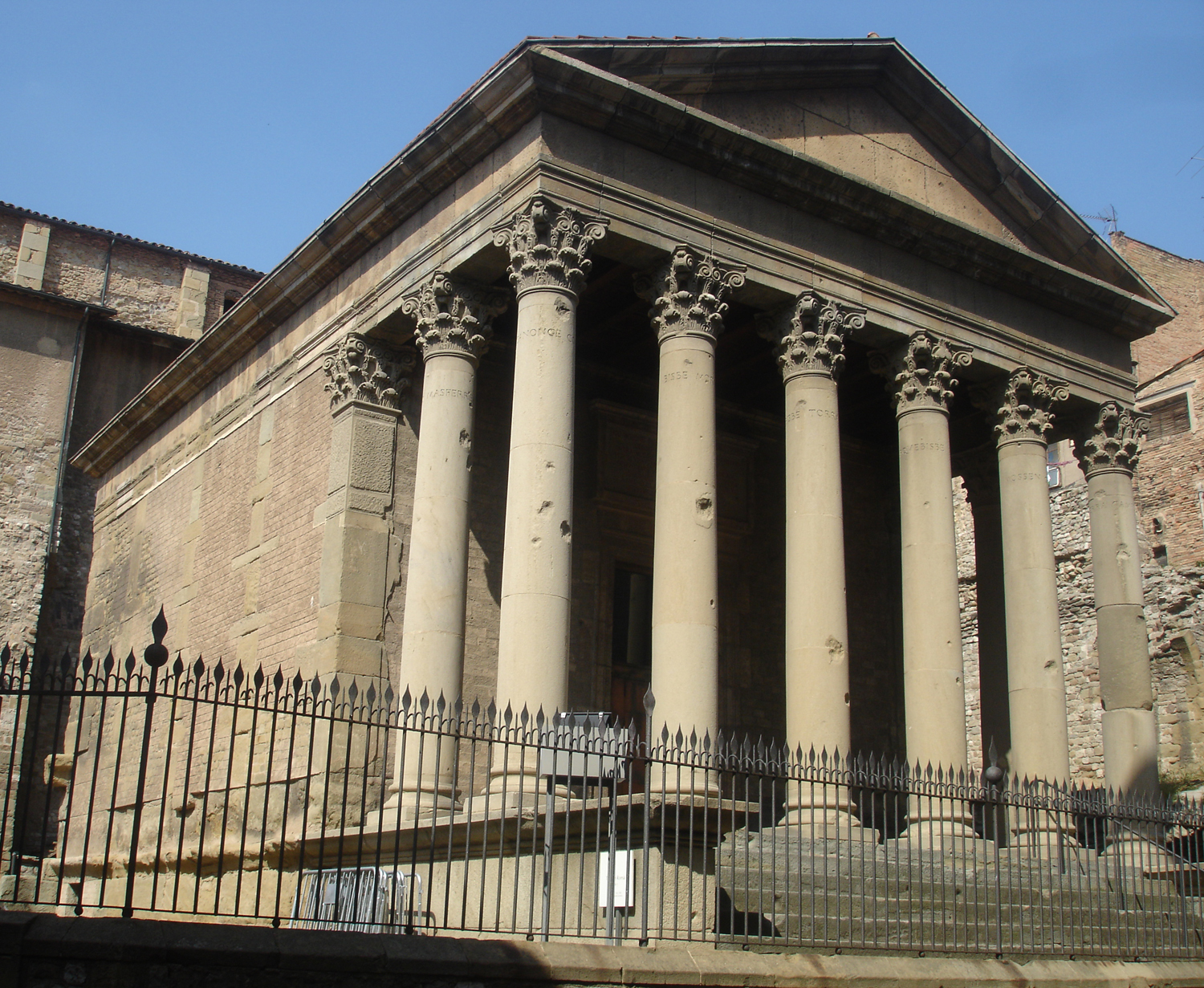
Temple romà de Vic, Ausa en època romana i actualment Vic
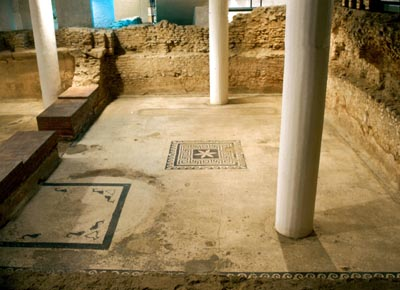
Termes romanes de Bætulo, actual Badalona
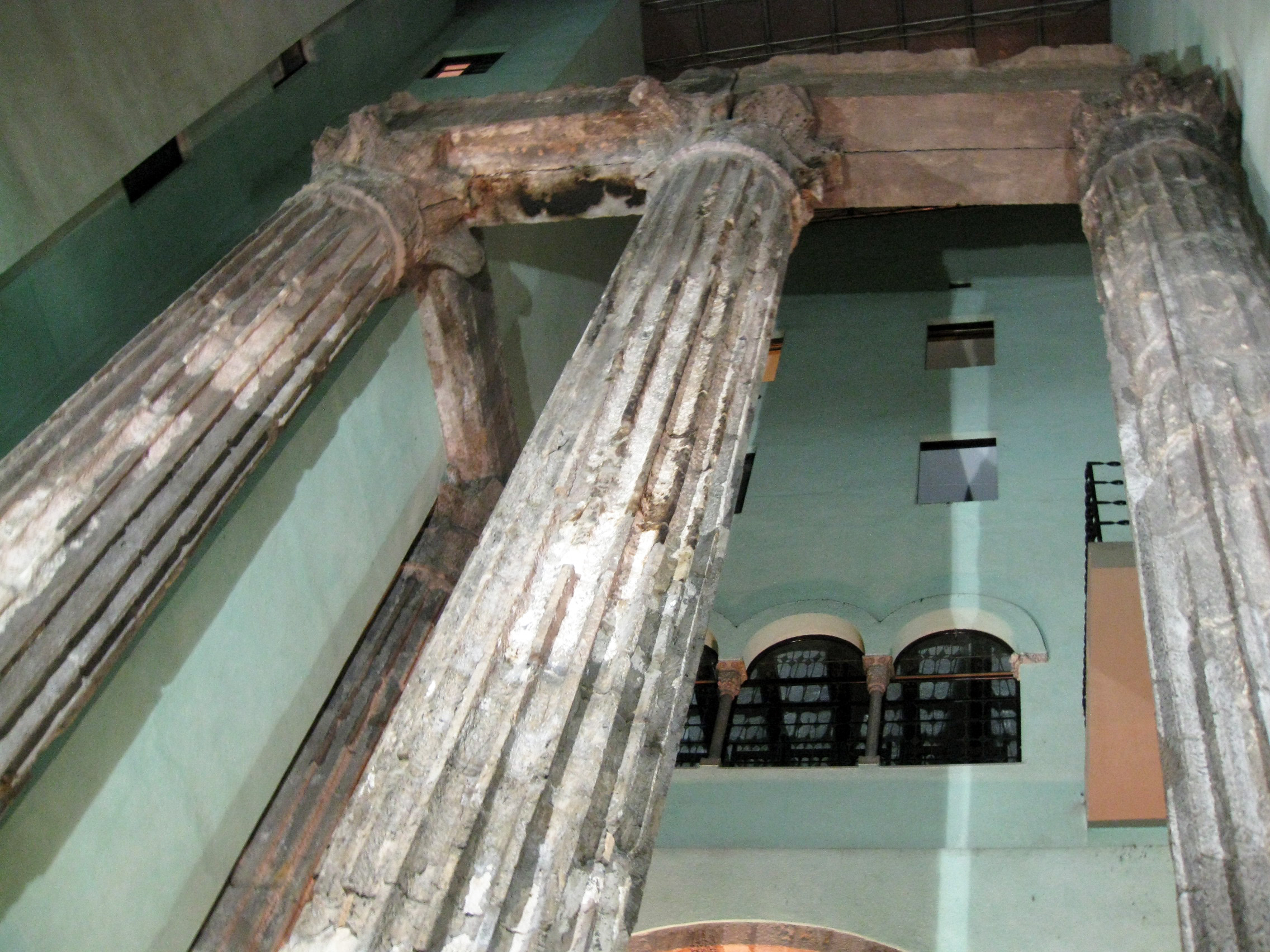
Columnes del temple d'August de Bàrcino, actual Barcelona, conservades a l'antiga seu del Centre Excursionista de Catalunya
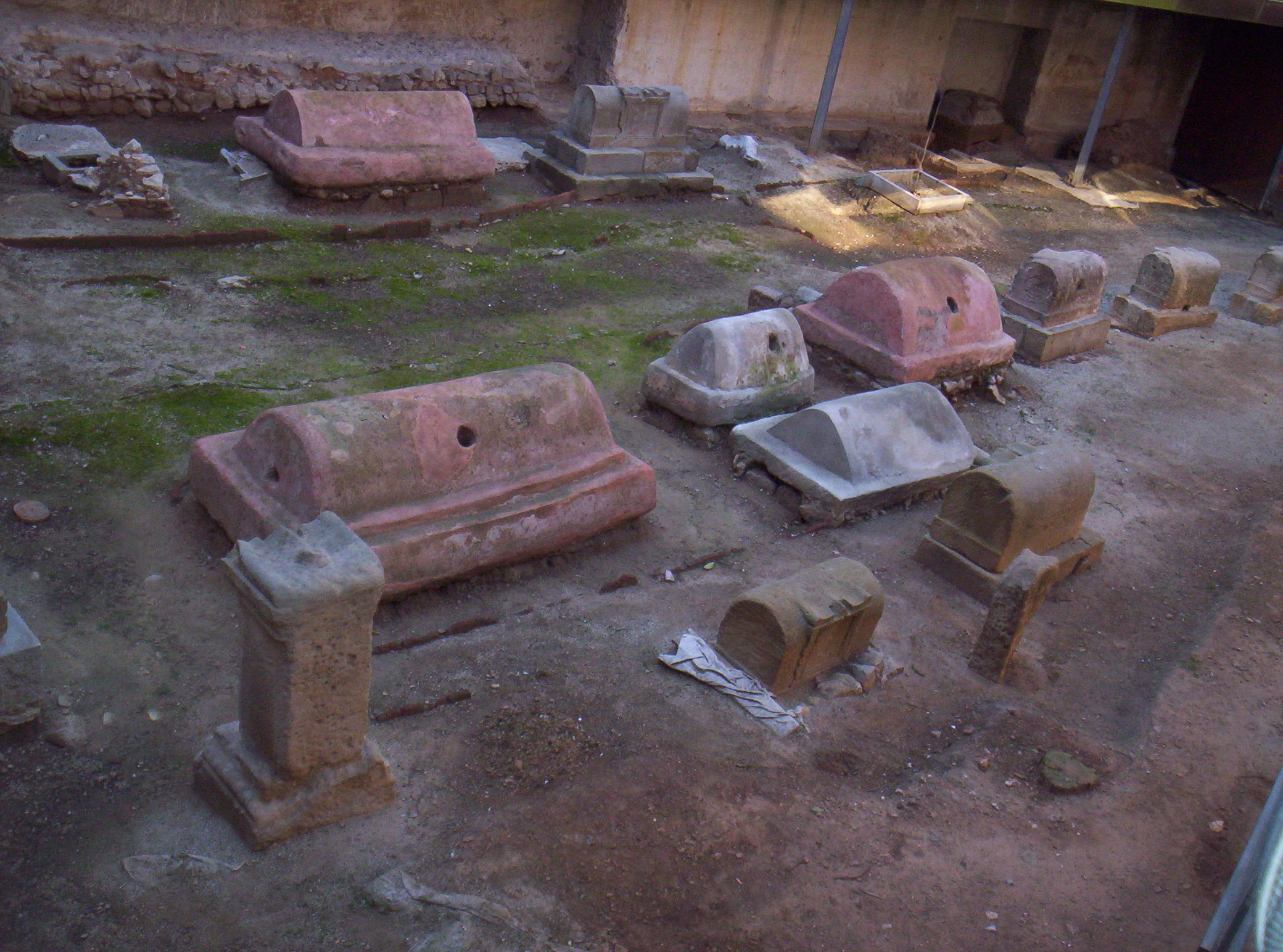
Necròpolis romana de Bàrcino
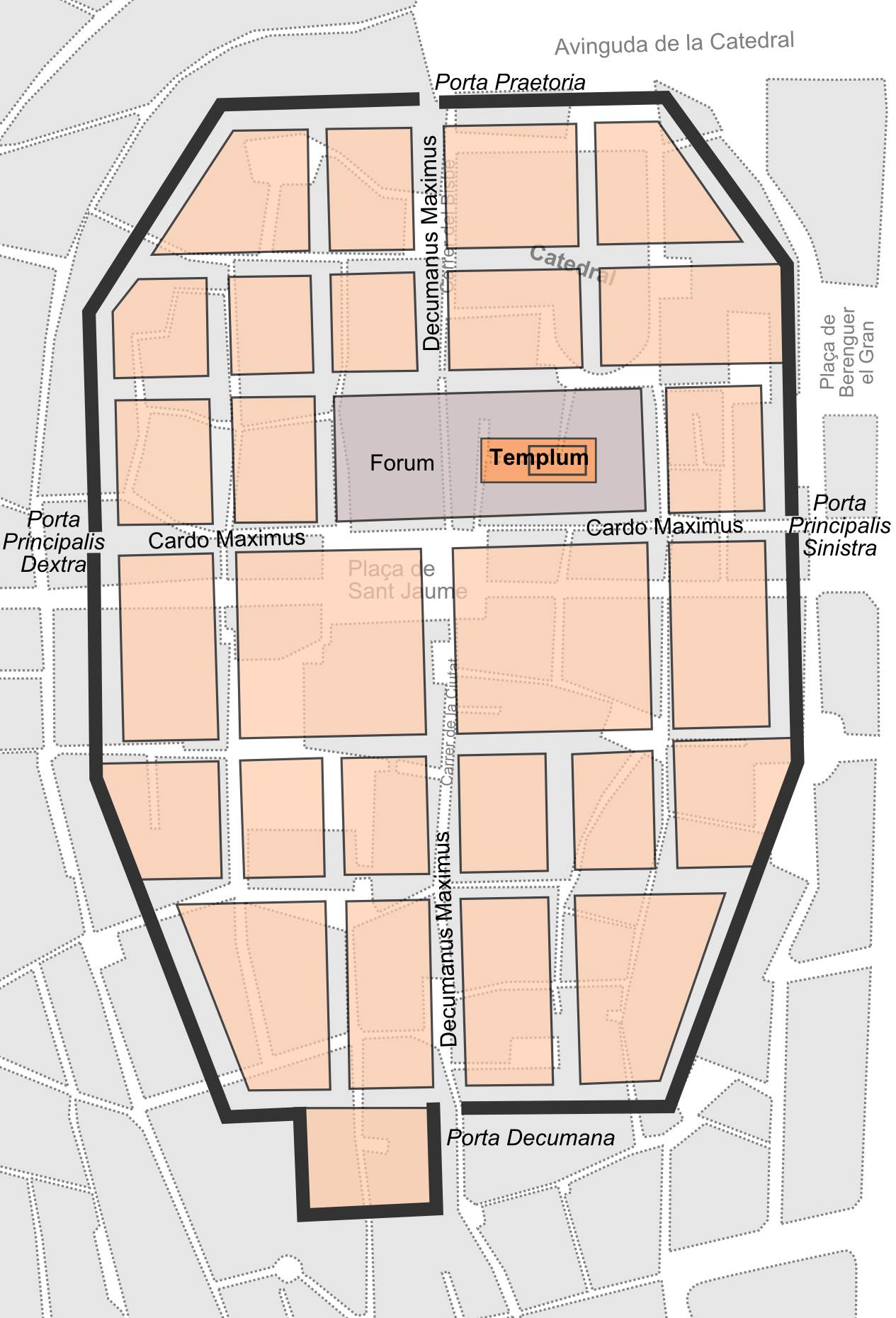
Plànol de Bàrcino superposat al pla actual del barri Gòtic
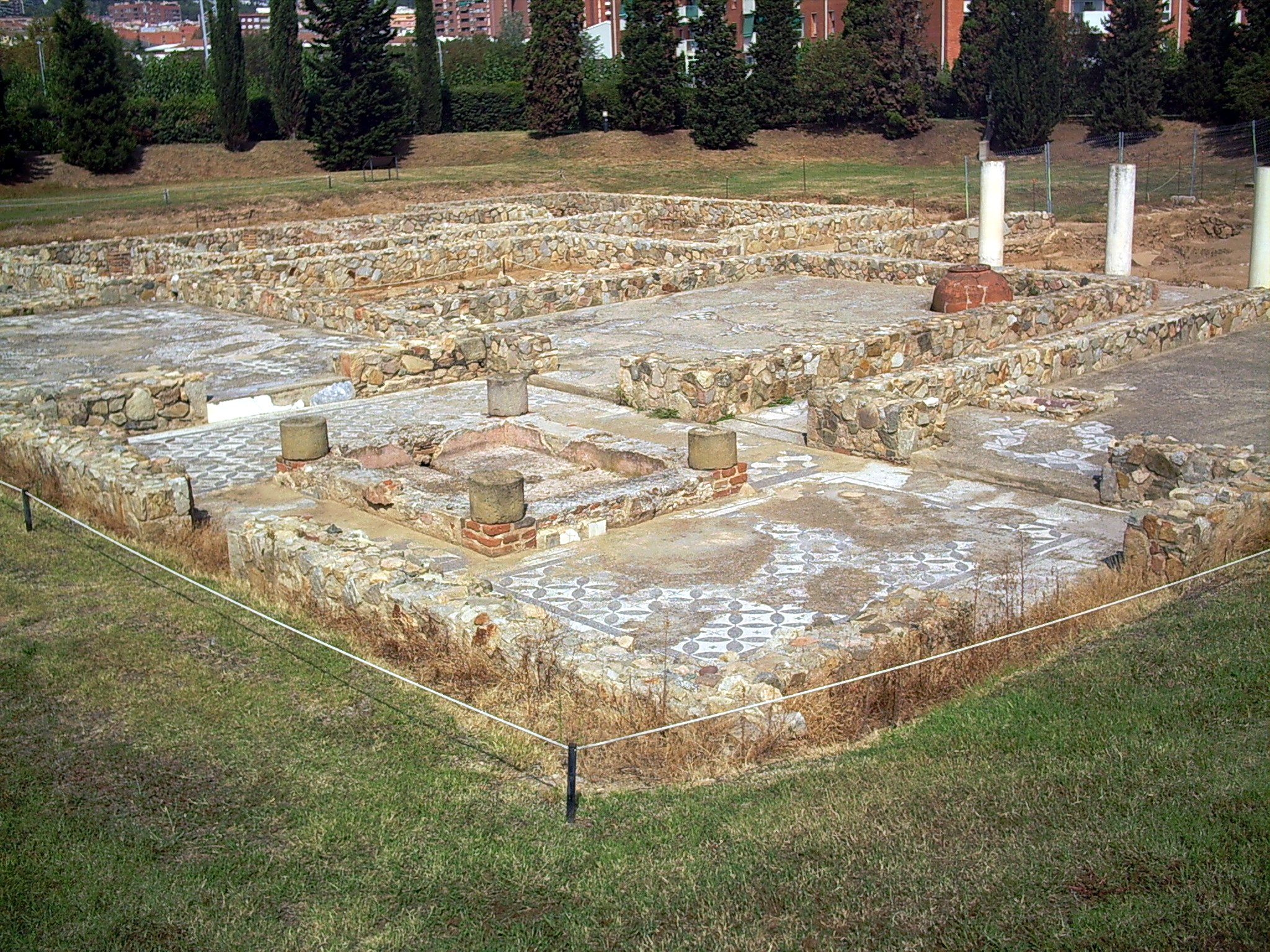
Vista general de la vil·la romana de Can Llauder, a Mataró
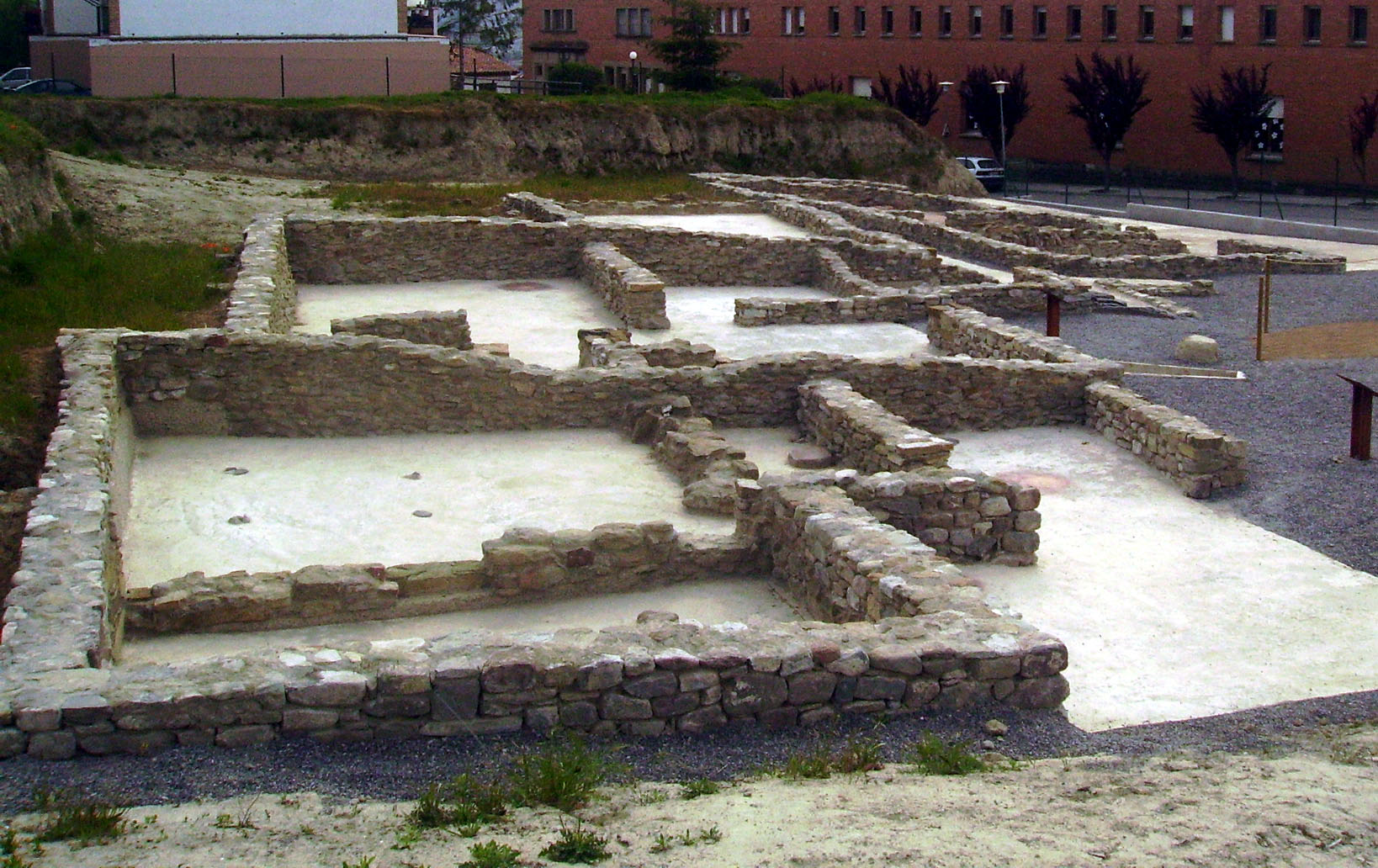
Restes de la vil·la romana del Camp de les Lloses
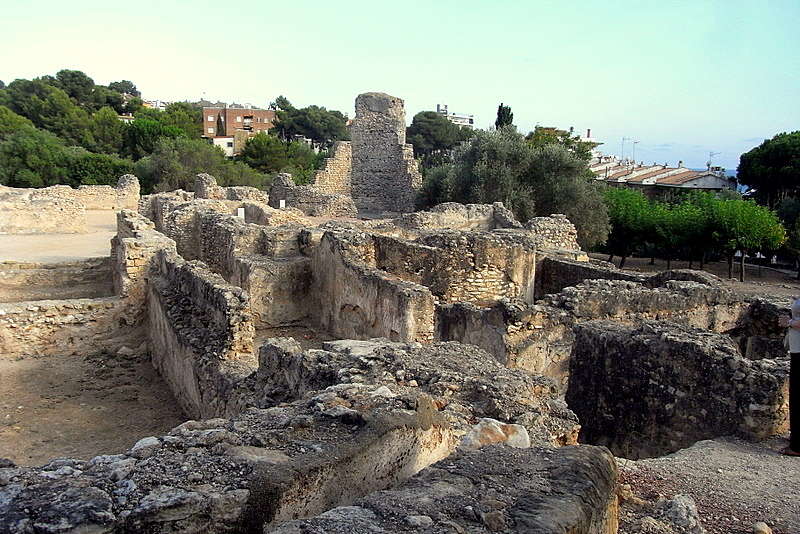
Vil·la romana dels Munts, a Altafulla
Plànol de Gerunda, actual Girona, entre el segle ii i viii
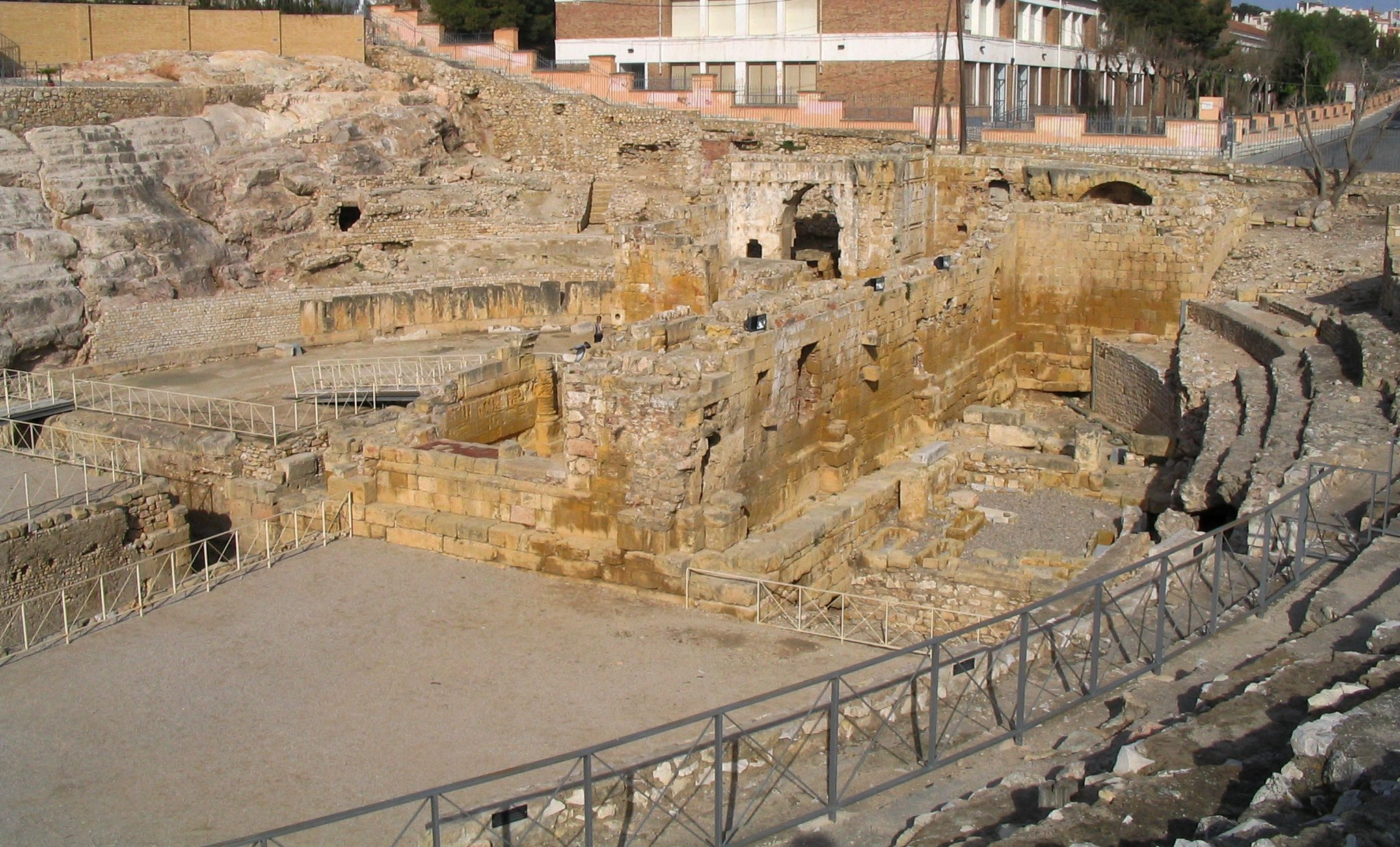
Amfiteatre de Tarragona, part del conjunt arqueològic de Tàrraco. Al mig de l'arena hi ha les restes d'un temple romànic
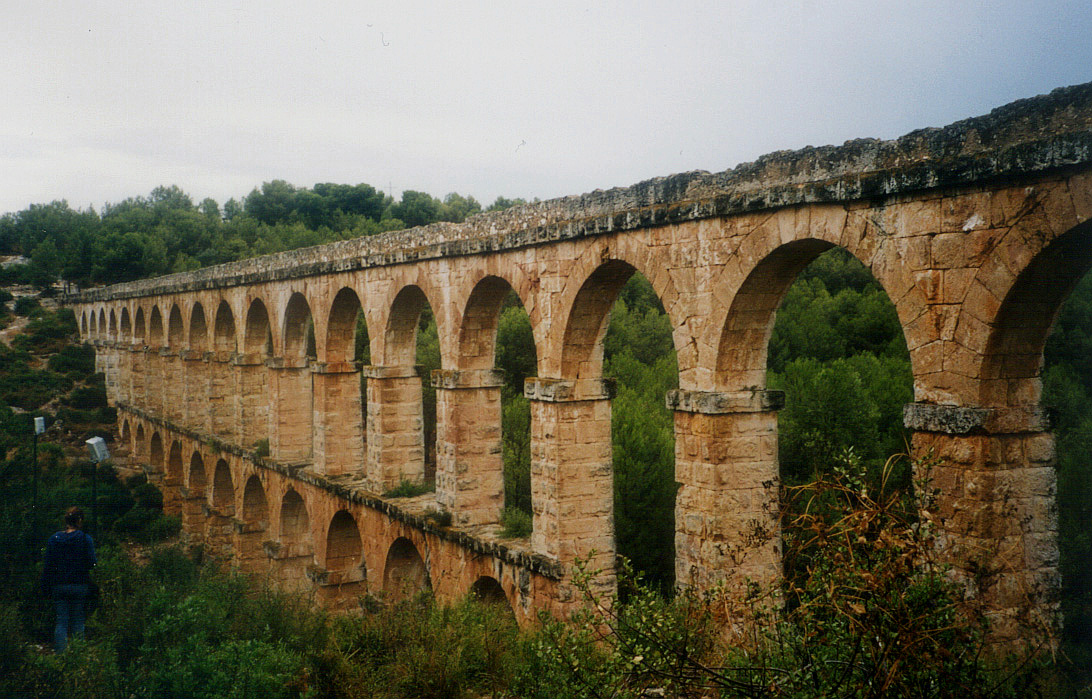
Aqüeducte de les Ferreres, obra d'enginyeria romana i part del conjunt arqueològic de Tàrraco a Tarragona
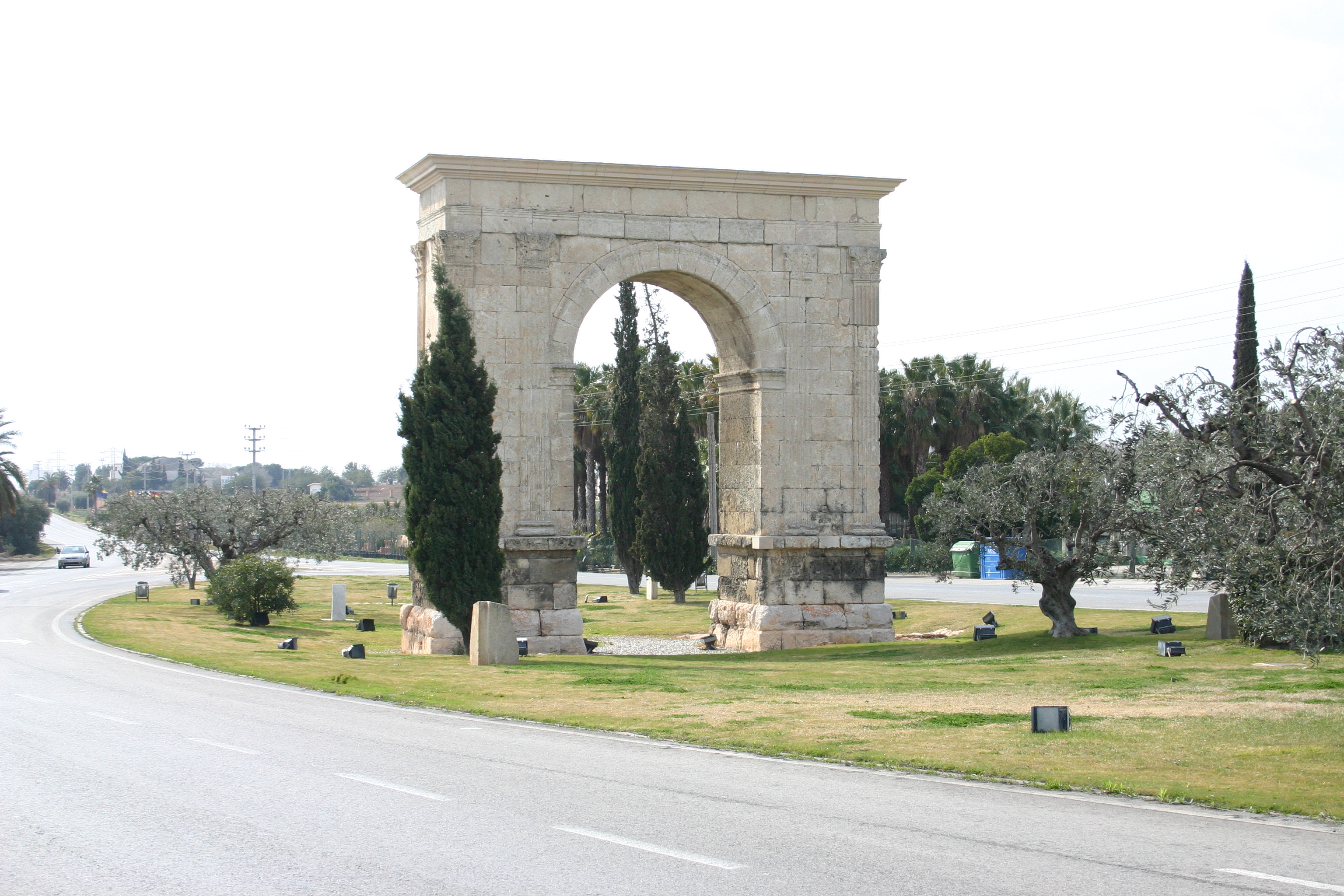
L'Arc de Berà, a Roda de Berà, part del conjunt arqueològic de Tàrraco a Tarragona
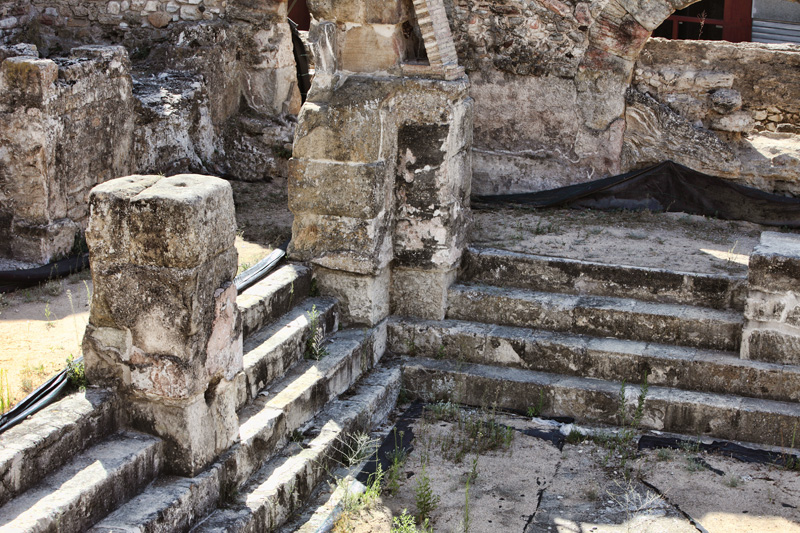
Termes romanes de Caldes de Malavella
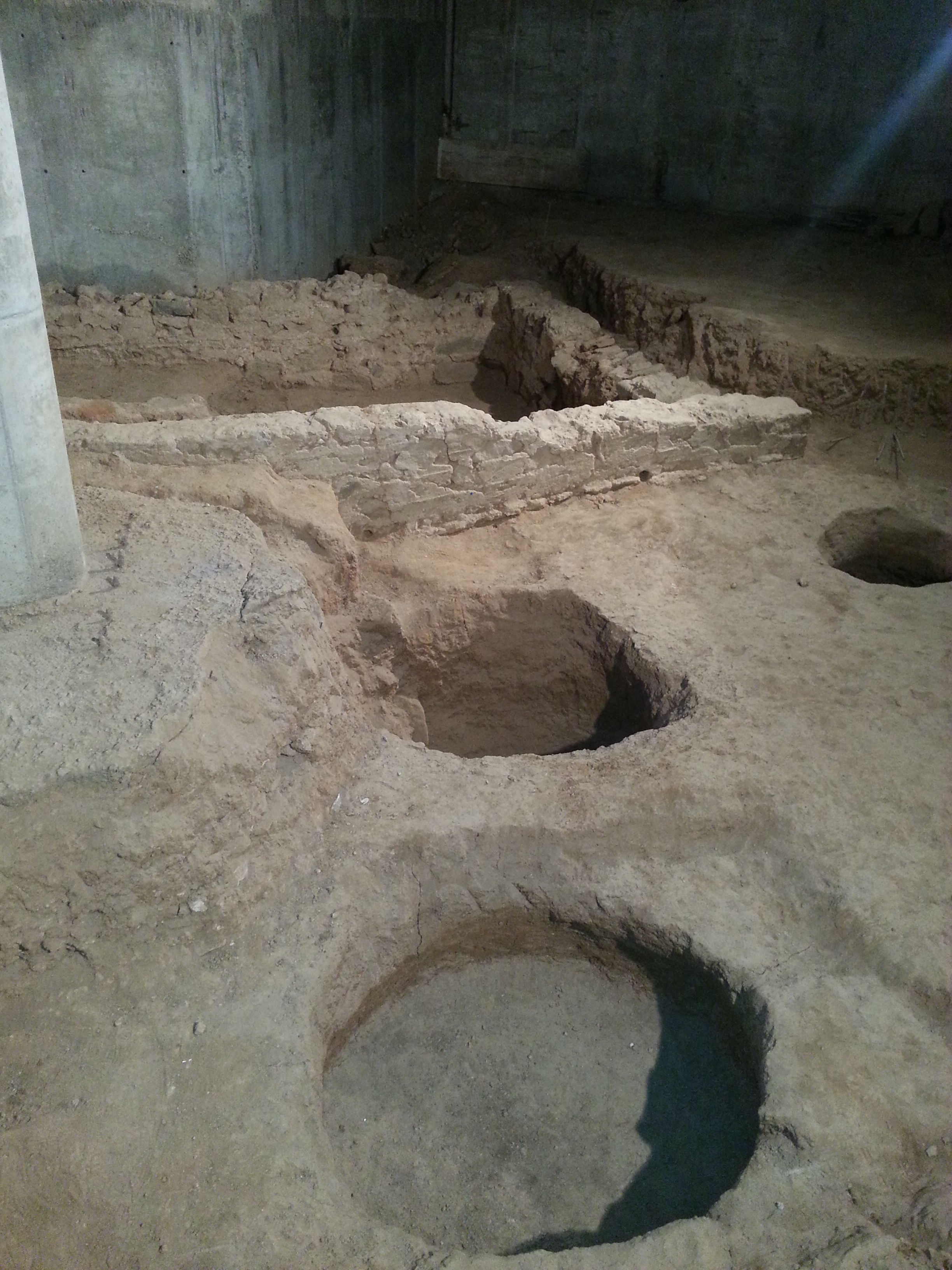
Interior de Jaciment romà de Can Farrerons a Premià de Mar
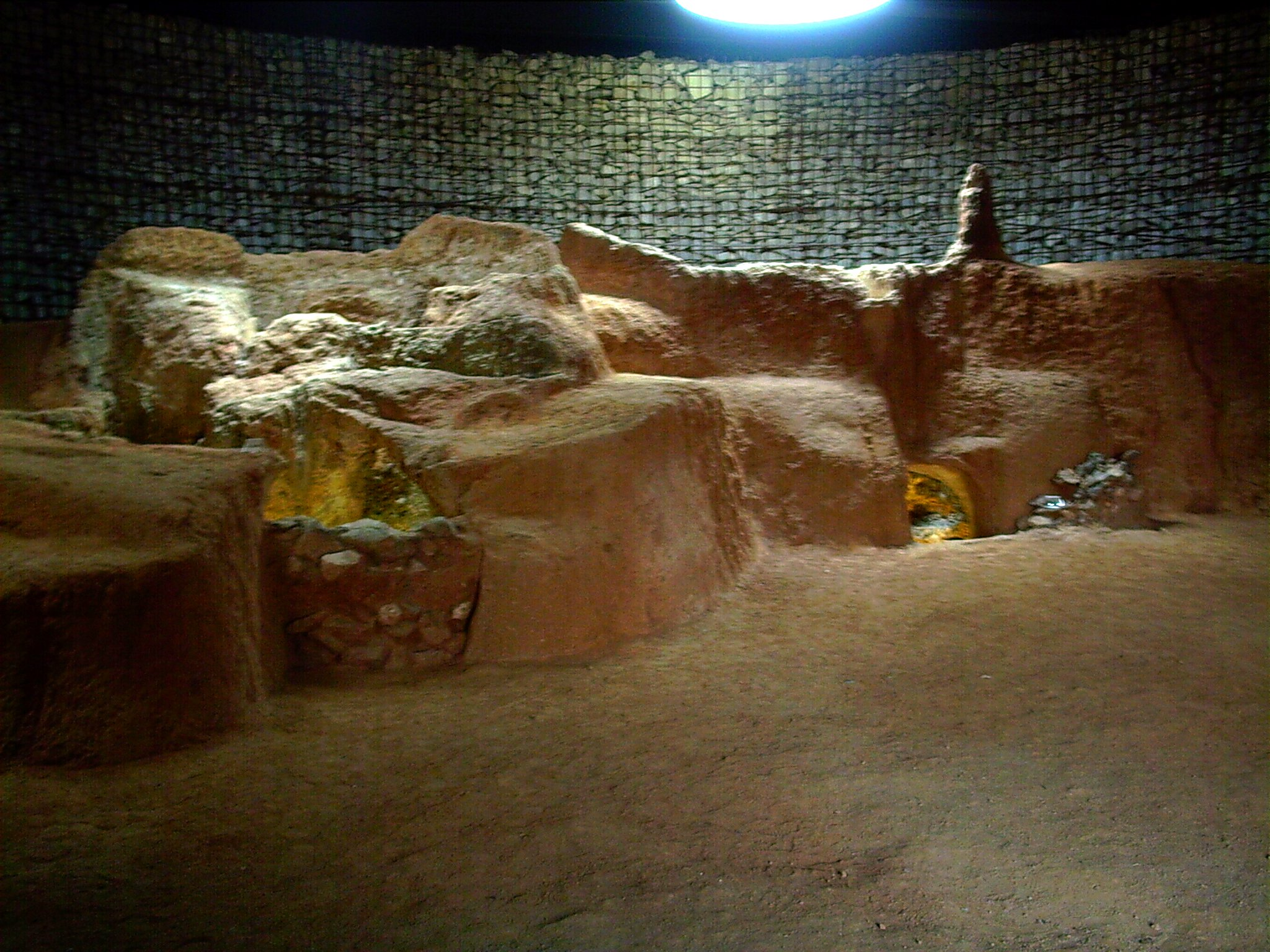
Forns romans de la Fornaca a Vilassar de Dalt

## Jaciments visigòtics (primers segles medievals)

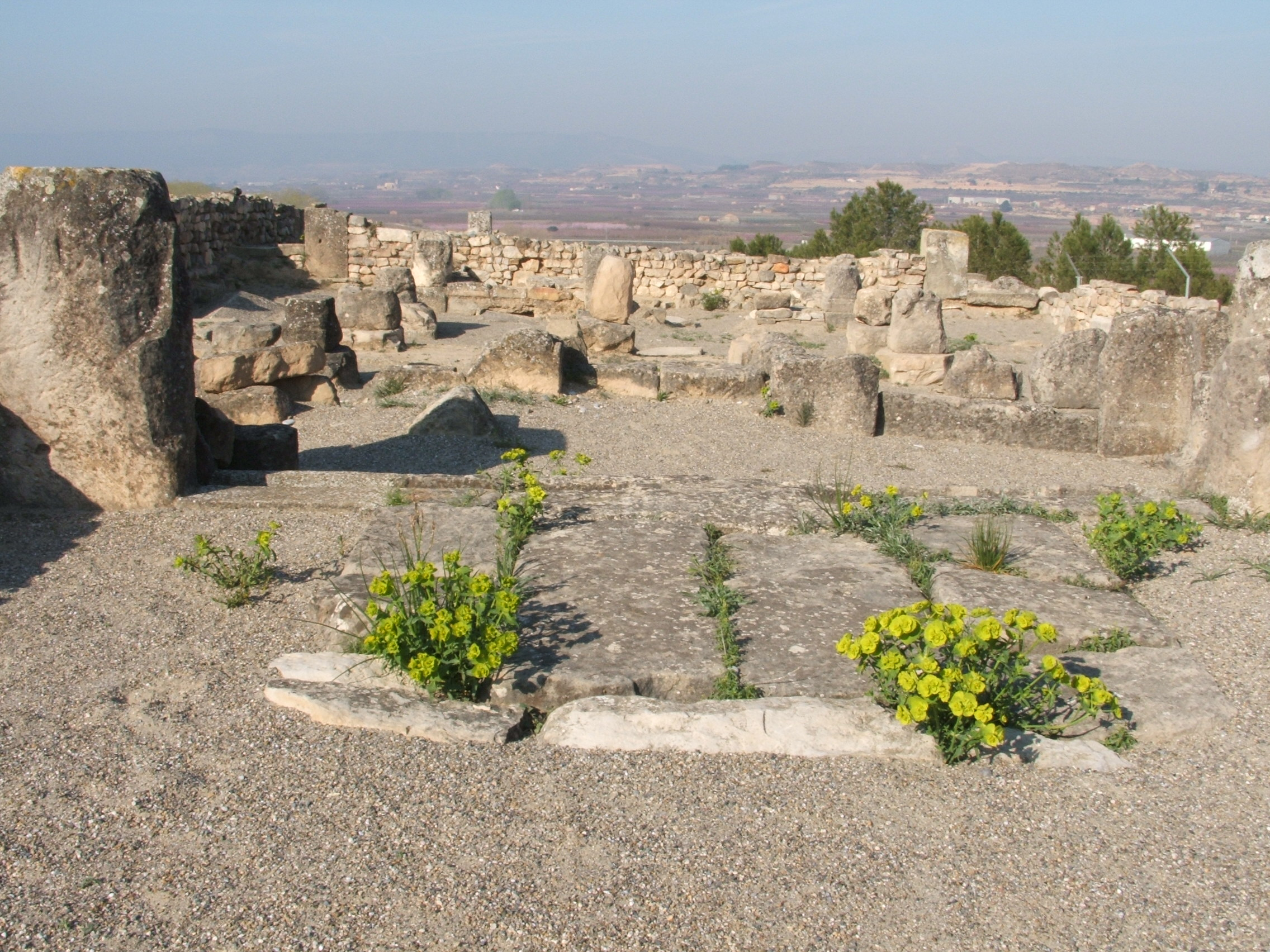
Poblat visigòtic del Bovalar, situat a Seròs

Les restes arqueològiques d'època visigòtica a Catalunya són escasses i no permeten conèixer com es desenvolupava la vida quotidiana de la població hispanogoda. Els visigots van encunyar moneda a la seca de Barcelona. Tenint en compte que estaven molt romanitzats quan van entrar a la península Ibèrica i que no hi va haver una aportació humana nombrosa, val a dir que el seu llegat ètnic i cultural no va ser gaire important.
| Nom                  | Període                                                               | Municipi           | Comarca     | Notes | Troballes |
| -------------------- | --------------------------------------------------------------------- | ------------------ | ----------- | --- | --- |
| El Bovalar           | Visigòtic                                                             | Seròs              | Segrià      | Jaciment arqueològic format per un vilatge abandonat. Les cases apinyades, generalment de tres cambres, fetes de pedra i tàpia, s'organitzaven al costat d'un espai comunitari. Fou excavat des del 1943 fins al 1987. | Basílica amb baptisteri i necròpolis, una església i cases adossades construïdes al voltant d'uns cellers i un trull.         |
| Castrum del Puig Rom | Visigòtic (segona meitat del segle vii - primer quart del segle viii) | Roses              | Alt Empordà | Castrum edificat sobre un dels pics del Puig Rom, al Cap de Creus. Té dues torres quadrangulars situades als costats de la porta d'entrada.                                                                            | Muralla, dues torre de defensa quadrangulars, restes de murs de cases de l'interior del castrum.                              |
| de l'Esquerda        | Edat de Bronze - Baixa edat mitjana (segle viii aC - segle XIV dC)    | Les Masies de Roda | Osona       | Assentament on s'han trobat restes d'un període que durà més de vint-i-tres segles. Fou ocupat durant l'edat de bronze, pels ibers, romans, visigots, musulmans, carolingis i durant l'edat mitjana.                   | Un oppidum ibèric, muralles, taller ceràmic, taller metal·lúrgic, camp de sitges visigòtiques, necròpolis, església romànica. |

## Jaciments medievals (alta i baixa edat mitjana)
| Nom                               | Període | Municipi                | Comarca          | Notes | Troballes |
| --------------------------------- | --- | ----------------------- | ---------------- | --- | --- |
| Canal dels Avellaners             | Neolític (Neolític Mitjà - Neolític Final) - Edat del Bronze - Edat del Ferro - Ibèric - Tardoromà - Medieval | Berga                   | Berguedà         | És el jaciment més important i més interessant de Berga perquè té una seqüència estratigràfica molt completa que en els setze nivells que té permet una lectura arqueològica de totes les èpoques, des del Neolític fins avui dia. Està situat a la Valldan, al peu de la Serra de Queralt. | Indicis d'ocupació humana permanent durant més de 4.000 anys. |
| Castell de Mataplana              | Segle XII - segle xiii                                                                                        | Montgrony, Gombrèn      | Ripollès         | Castell de la baixa edat mitjana format per un barri o vilatge abandonat. | Castell de mota i pati, muralles, barri que constava d'una desena de cases d'una sola planta, entre les quals hi ha una casa d'un ferrer, amb un fornal i un dipòsit de cendres, església romànica de Sant Joan de Mataplana, amb una sola nau rectangular amb absis semicircular a l'est i campanar d'espadanya. |
| Castell de Sant Miquel de la Vall | Segle XI - segle xvi                                                                                          | Gavet de la Conca       | Pallars Jussà    | És un castell medieval de l'antic terme d'Aransís, en el seu annex de Sant Miquel de la Vall. També és conegut com "Castelló Sobirà de Sant Miquel de la Vall" o "Castell de Sant Gervàs". Està situat en un lloc privilegiat per al control dels diversos passos d'entrada i sortida de la comarca, per la qual cosa a l'edat mitjana tingué una importància cabdal, cosa que explica el seu volum i la magnitud de les troballes que s'hi han fet. Es calcula que hi visqueren una vintena de famílies. | Bastants trossos dels paraments dels murs, en alçades diferents, que mostren un aparell de carreus molt ben escairats i perfectament col·locats en filades regulars, una torre de l'homenatge, tres bestorres, un vilatge abandonat del qual només es conserven els fonaments i les primeres filades dels murs de les cases, però que han permès unes prospeccions arqueològiques que han desvetllat una part de la composició del vilatge: restes de la plaça, de carrers, i de diverses cases, entre les quals destaca l'anomenada casa rectoral. |
| Cova de la Font Major             | Prehistòria (Paleolític Inferior - Neolític - Bronze Final) - Ibèric - Iberoromà - Edat mitjana               | L'Espluga de Francolí   | Conca de Barberà | És una de les set coves més llargues del món formades en conglomerat i una de les poques que s'estén, en gran part, pel subsòl del nucli urbà. Una part està habilitada com a museu, el qual forma part del complex museístic de les "Coves de l'Espluga". Està situada dins el nucli urbà i és visitada per 50.000 persones a l'any. | Centenars d'urnes cineràries, vasos d'ofrenes, objectes de bronze i altres ornaments (trobades a la Sala del Llac, santuari ibèric dedicat potser a rituals d'iniciació, a més de cerimònies d'enterraments). |
| Domus d'Olivet                    | Edat mitjana                                                                                                  | Canovelles              | Vallès Oriental  | Casa senyorial fortificada documentada a l'any 1072, de dues o tres plantes i amb una torre circular. | Al jaciment s'hi ha trobat indumentària pròpia d'un cavaller (cota de malla, armadura de ferro, llances, i guarniments de luxe per al cavall), armes de defensa, decoració domèstica de ceràmica i diverses joies. |
| Els Altimiris                     | Segle V - Segle IX - alta edat mitjana - edat mitjana - època tardoantiga                                     | Sant Esteve de la Sarga | Pallars Jussà    | Jaciment arqueològic tardoantic i alt medieval situat a la Serra del Montsec. Aquest s'estructura al voltant d'una església amb dependències annexes, possiblement d'un complex monasterial. Al voltant tenim cabanes excavades a la roca, un edifici rectangular tardoromà i cisternes que recullen l'aigua de pluja de la muntanya. El jaciment està delimitat per un mur al nord, barrancs a est i oest i el "Pas de Santa Cecília" al sud.                                                            | Església tardoantiga, cabanes excavades a la roca, cisternes i canals excavats a la roca, estructura tardo-romana. |
| Forns de Casa-en-Ponç             | Segle XII - segle xiii                                                                                        | Berga                   | Berguedà         | Jaciment situat als afores de Berga. Fou excavat l'any 1959 per A. del Castillo. També s'hi han fet estudis arqueomètrics. | Forns de ceràmica grisa, datats entre els segles XII i xiii, peces de terrissa i ceràmica. |
| Jaciments de Pinell de Solsonès   | Neolític - Edat del Bronze - Medieval - Edat Moderna                                                          | Pinell de Solsonès      | Solsonès         | Conjunt arqueològic inclòs a l'Inventari del Patrimoni Arquitectònic Català de la Generalitat que consta de 38 jaciments de períodes històrics molt diferents. | Abrics rocosos, lloc d'enterrament i inhumació col·lectiva, cistes, vies, assentaments militars, dos castells, poblats, necròpolis, cases amb habitacions, un camp de sitges, centres de producció i explotació agrícola, minera i de ceràmica, muralles, dues torres, un menhir, un megàlit. |
| L'Esquerda                        | Edat de Bronze - Baixa edat mitjana (segle viii aC - segle XIV dC)                                            | Les Masies de Roda      | Osona            | Assentament on s'han trobat restes d'un període que durà més de vint-i-tres segles. Fou ocupat durant l'edat de bronze, pels ibers, romans, visigots, musulmans, carolingis i durant l'edat mitjana. | Un oppidum ibèric, muralles, taller ceràmic, taller metal·lúrgic, camp de sitges visigòtiques, necròpolis, església romànica. |
| Portal de Magdalena               | Segle X - segle xii                                                                                           | Lleida                  | Segrià           | Jaciment arqueològic obert al públic. | Diverses illes de cases d'un raval habitat en l'època musulmana, habitatges que s'hi feren durant la baixa edat mitjana i en l'època moderna, gran quantitat de terrissa islàmica dels segles X i xii. |
| Santa Margarida de Martorell      | Segle VI - segle vii                                                                                          | Martorell               | Baix Llobregat   | S'hi han fet excavacions d'ençà de l'any 1972. | Restes d'un basílica paleocristiana i una necròpolis. |
| Solibernat                        | ? | Torres de Segre         | Segrià           | Jaciment andalusí situat al cim d'un tossal allargat. El poblat que hi hagué estava dedicat, sobretot, a activitats ramaderes. | Dues torres petites i un conjunt de cambres. |
| Torrota del Moro                  | ? | Lavern, Subirats        | Alt Penedès      | Situat enmig d'un camp de vinyes a 100 m a l'oest del caseriu de Ca l'Almirall. Es tracta d'una paret conservada feta de pedres de mida regular disposades en diverses filades on es poden apreciar els forats on es recolzava l'encofrat de construcció. Té una alçada mitjana d'uns 3,20 m. i una amplada màxima de 4,5 m. | Paret feta de pedra que formà part d'una torre romana, trams de mur, fragments de tègula, àmfora, dòlium, vasos i fragments de sigil·lata. |
| Jaciment de Vilaclara             | Segle VII - ?                                                                                                 | Castellfollit del Boix  | Bages            | Vilatge del segle vii, compost de tres habitatges, amb un trull col·lectiu, amb sitges i un forn. Es pot considerar un vilar, forma de poblament situada a mig camí entre les vil·les (nuclis de població que es documenten per exemple en època carolíngia i que ben segur que tenen uns precedents més antics) i els masos que es desenvoluparen en el canvi de mil·lenni. | |
| Vilosiu                           | Any 1000 - segle xiv                                                                                          | Cercs                   | Berguedà         | Jaciment arqueològic format per diversos masos rònecs | Dos masos excavats, un dels quals (l'anomenat B) s'hi ha trobat un menjador dormitori, un rebost, una cambra on hi havia el forn i unes corts i estables per al bestiar. |

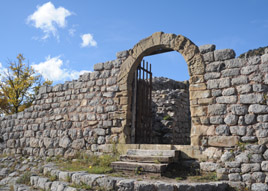
Porta principal de les ruïnes del Castell de Mataplana
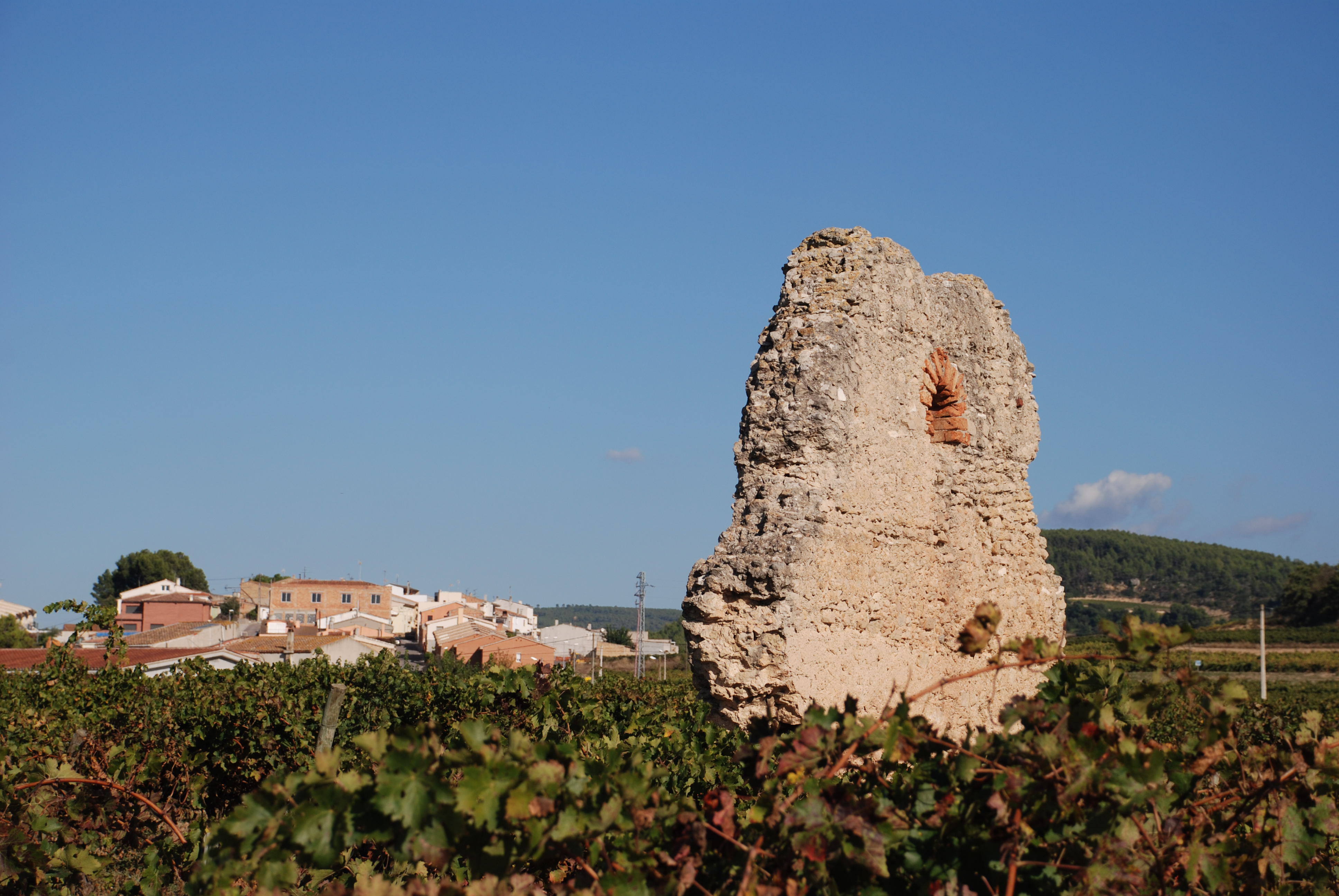
Torrota del moro amb Lavern al fons